# Presidencia de Javier Milei
La presidencia de Javier Milei se inició con su investidura el 10 de diciembre de 2023 tras su victoria en la segunda vuelta en las elecciones de dicho año. Es calificado como un gobierno conservador de derecha.

## Elección

### Candidatura a la presidencia
En mayo de 2023 se anunció la fórmula presidencial de La Libertad Avanza, compuesta por Javier Milei y Victoria Villarruel.
En las elecciones PASO, realizadas el 13 de agosto, Milei fue el candidato individual más votado, obteniendo el 29,86 % de los votos en todo el país. Por estos resultados, la coalición ganó su primera elección y llevó a un partido político no afiliado o relacionado al radicalismo o al peronismo a ganar una elección presidencial por primera vez desde la sanción de la Ley Sáenz Peña. La noticia causó la reacción de varios medios a nivel mundial debido al rotundo giro de la Argentina hacia la derecha radical. Milei fue además el primer candidato que ganó las PASO sin triunfar en la provincia de Buenos Aires, mientras que sí logró la victoria en otras 16 provincias, muchas de ellas bastiones históricos del peronismo. Milei obtuvo su mejor resultado en la provincia de Salta, donde alcanzó el 49 % de los votos. Tras estos resultados, fue habilitado para participar en las elecciones presidenciales de 2023.
Llegado el día de las generales, Milei fue el segundo candidato más votado, obteniendo el 29,98 % de los votos en todo el país, solo por detrás de Sergio Massa. Debido a que ningún candidato alcanzó el 45 % de los votos o el 40 % y más de 10 puntos de diferencia con el segundo, fue habilitado junto con Massa a una segunda vuelta.
Tras pasar al balotaje, La Libertad Avanza recibió los apoyos de Patricia Bullrich, Luis Petri, Mauricio Macri y otros dirigentes de Juntos por el Cambio, en una decisión cuestionada por dos de los tres partidos fundadores de JxC, la Unión Cívica Radical, la Coalición Cívica ARI y también por los dirigentes más moderados del PRO, el tercer partido fundador. Milei respondió en sus redes sociales publicando una foto de un pato envuelto en la bandera argentina abrazado a un león como una clara alegoría de Patricia y de sí mismo; también declaró que las posiciones neutrales favorecen a Massa y pidió no votar en blanco. El acuerdo entre los dirigentes de Juntos por el Cambio y Javier Milei fue denominado por los medios de comunicación como «Pacto de Acassuso», al darse en la residencia de Macri, ubicada en dicha localidad.

Resultados de la segunda vuelta electoral de 2023

Esta fórmula se impuso en la segunda vuelta realizada el 19 de noviembre, obteniendo el 55,65 % de los votos contra el 44,35 % de la fórmula Massa-Rossi, ganando en CABA y en 20 de las demás provincias. En la provincia de Córdoba, Milei obtuvo el 74% de los votos.
La campaña presidencial de Milei recibió 398 millones de pesos por parte del Estado y 40 millones de pesos en aportes de sector privado, costando un total de 437.437.307 pesos (incluyendo el pago de 25 millones de pesos a la agencia de marketing Mobile First S.A.), según informó La Libertad Avanza.
Es la primera vez, desde la instauración del voto popular, secreto y obligatorio en 1912 con la Ley Sáenz Peña, que la coalición política gobernante no está integrada por el Partido Justicialista ni por la Unión Cívica Radical, los dos partidos más tradicionales de Argentina.[cita requerida] Milei es también el primer presidente con ideas libertarias en la historia del país, así como el primer economista en alcanzar dicho cargo.

### Periodo de transición
Luego del balotaje, Javier Milei comenzó a confirmar los miembros de su gabinete. El 21 de noviembre se reunió con el presidente saliente Alberto Fernández en la Quinta de Olivos, para dar inicio a la transición. Luego se comunicó telefónicamente con el Papa Francisco, quien le envió un rosario bendecido para él y Victoria Villarruel, que les llegaría el sábado 25 de noviembre. El mismo sábado, se comunicó por videollamada con la directora del Fondo Monetario Internacional (FMI), Kristalina Gueorguieva. Esa noche, junto con su hermana Karina Milei, se reuniría con el rabino David Pinto Shlita, quien le brindó su bendición.
El 26 de noviembre, Milei emprendió una gira por los Estados Unidos junto a miembros de su eventual gabinete de ministros, Nicolás Posse y Luis Caputo. A la mañana del día siguiente visitó la tumba del rabino Menachem Mendel Schneerson en Nueva York. Más tarde almorzó con el expresidente estadounidense Bill Clinton y con Chris Dodd, exsenador demócrata. John Kirby, vocero del Consejo de Seguridad Nacional, afirmó que, desde la Casa Blanca, «querían seguir buscando formas de cooperar con la Argentina».
El 29 de noviembre, Javier Milei y Victoria Villarruel fueron proclamados presidente y vicepresidenta por parte del Congreso Nacional, al tiempo que fueron avalados los resultados electorales del 19 de noviembre en un acto protocolar.
El 8 de diciembre se terminó de confirmar a los miembros de su gabinete de ministros: Nicolás Posse (jefe de Gabinete), Diana Mondino (Canciller), Sandra Pettovello (Capital Humano), Luis Petri (Defensa), Luis Caputo (Economía), Guillermo Ferraro (Infraestructura), Guillermo Francos (Interior), Mariano Cúneo-Libarona (Justicia), Mario Russo (Salud) y Patricia Bullrich (Seguridad). De esta forma, la formación del gabinete se destacó por la inclusión tanto de la candidata presidencial (Bullrich) como del candidato a vicepresidente (Petri) de una coalición política rival en las elecciones (Juntos por el Cambio).

## Investidura

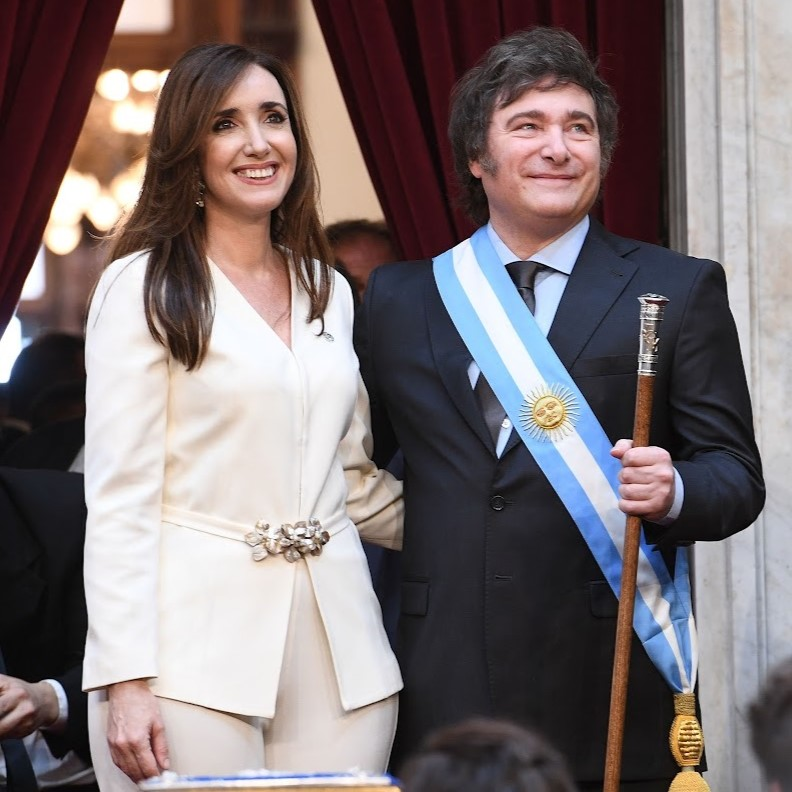
Javier Milei en su investidura presidencial junto a la vicepresidenta entrante Victoria Villarruel.

El 10 de diciembre a las 11:58 hora argentina, Javier Milei juró su cargo como presidente de la Nación Argentina, en el recinto de la Cámara de Diputados de la Nación:

Yo, Javier Gerardo Milei, juro por Dios y por la Patria, sobre estos Santos Evangelios, desempeñar con lealtad y patriotismo el cargo de presidente de la Nación Argentina, y observar y hacer observar fielmente, en lo que mi depende, la Constitución de la Nación Argentina. Sí juro.
Javier Milei

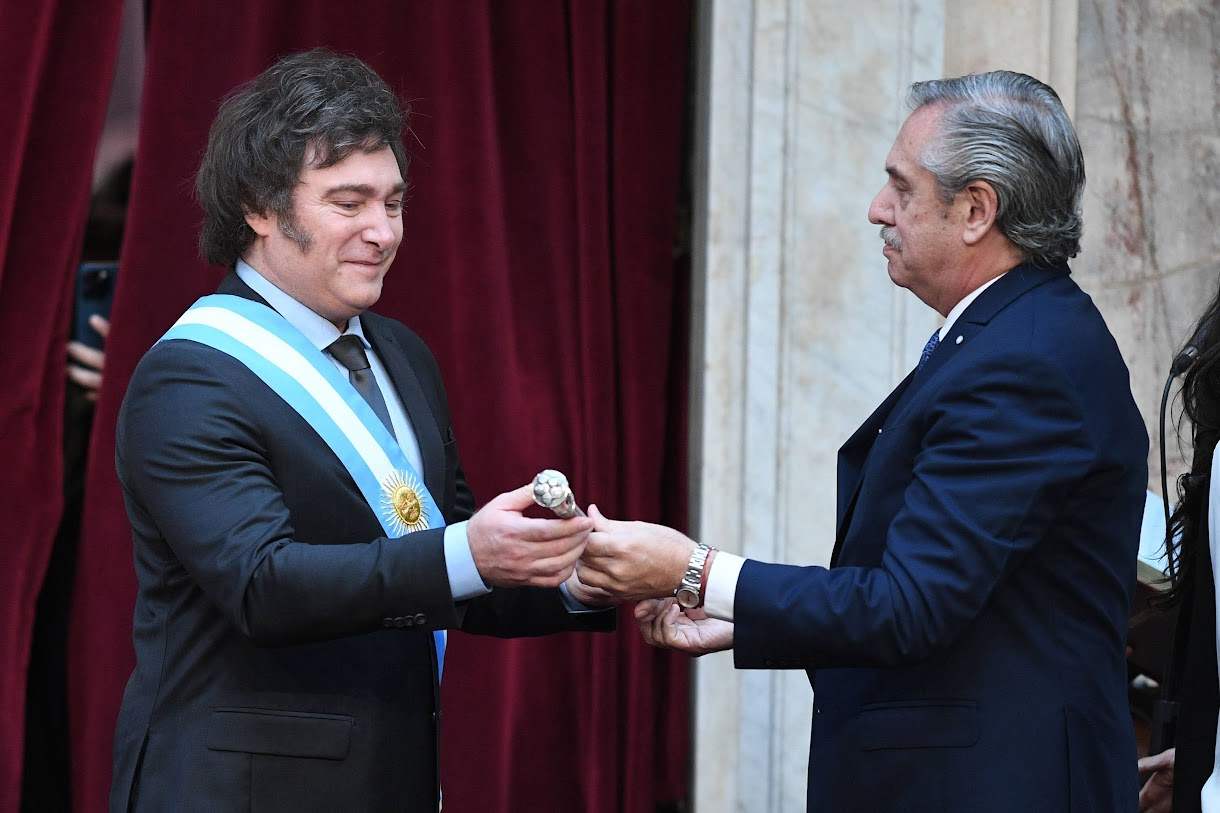
Javier Milei recibiendo los atributos presidenciales de parte del presidente saliente Alberto Fernández.

Posteriormente recibió de manos del presidente saliente Alberto Fernández el bastón y la banda presidencial. Tras la jura, el presidente brindó un discurso de media hora de duración en las escalinatas del Congreso de la Nación, donde realizó un análisis de la herencia económica y social recibida del Gobierno saliente, recalcando que «Ningún Gobierno ha recibido una herencia peor que la que estamos recibiendo nosotros». Además de sostener las medidas de ajuste fiscal sobre el sector público propuestas durante la campaña, sostuvo que «se acabó con el siga-siga de los delincuentes»; y que su gobierno abrazaría «las ideas de la libertad», ideas resumidas en la definición del liberalismo proveniente del, según el presidente, máximo prócer de las ideas de la libertad, el profesor Alberto Benegas Lynch hijo. La definición en cuestión, que ha sido repetida por Milei en múltiples ocasiones, dice que “el liberalismo es el respeto irrestricto del proyecto de vida del prójimo basado en el principio de no agresión, en defensa del derecho a la vida, a la libertad y a la propiedad, cuyas instituciones fundamentales son la propiedad privada, los mercados libres de intervención estatal, la libre competencia, la división del trabajo y la cooperación social”. «En esa frase de 57 palabras está resumida la esencia del nuevo contrato social que eligieron los argentinos», afirmó Milei. Posteriormente se dirigió hacia la Casa Rosada para continuar con los actos protocolares. Más tarde, se realizó una ceremonia interreligiosa en la Catedral de Buenos Aires, protagonizada por el arzobispo Jorge Ignacio García Cuerva, y donde también estuvieron presentes el arzobispo griego, Iosif Bosch; el Obispo anglicano, Brian Williams; el representante de Aciera (iglesia evangélica), pastor Christian Hooft, el rabino Shimon Axel Wahnish y Sheij Salim Delgado Dassum, representante de la comunidad islámica.

## Gabinete de Ministros
El mismo día de su investidura, el 10 de diciembre de 2023, el presidente firmó un decreto que modificó la Ley de Ministerios, reduciendo la cantidad de ministerios de diecinueve a nueve, al mismo tiempo que reorganizando las carteras de la mayoría de los anteriores ministerios en secretarías ministeriales. Su Gabinete de Ministros es el de mayor representación femenina desde el retorno de la democracia en 1983, con una participación del 37,5%.
También derogó el Decreto 93/2018, establecido por Mauricio Macri por el que se evitaba que los altos funcionarios pudiesen nombrar a familiares suyos. Esto hizo posible la designación de su hermana Karina como secretaria general de la Presidencia.

El 25 de enero de 2024, a los 45 días de asumir Milei como presidente, se dio el primer cambio en su gabinete de ministros con la salida de Guillermo Ferraro, quien era ministro de Infraestructura. El mismo fue echado porque filtró información de las reuniones del gabinete a la prensa, entre lo que trascendió la supuesta frase dicha por Milei de que «iba a dejar sin un peso» a los gobernadores provinciales si no apoyan la aprobación en el Congreso de la ley ómnibus a través de sus diputados. Con esta renuncia, en lugar de nombrar un nuevo ministro, se tomó la decisión de transferir las áreas de Infraestructura al Ministerio de Economía.
El 27 de mayo de 2024 se produjo el segundo gran cambio en el gabinete con la renuncia de Nicolás Posse a la Jefatura de Gabinete de Ministros y el nombramiento de Guillermo Francos en la misma. Francos ejercía como ministro del Interior desde el 10 de diciembre de 2023 y cuando se produjo el cambio, todas las competencias del Ministerio del Interior pasaron a depender de la Jefatura de Gabinete. Además un día después Andrés Scarsi, viceministro de Salud, era reemplazado por Pablo Bertoldi. Con esto se convirtieron en más de veinte los funcionarios (2 por semana) que renunciaron, se les pidió la renuncia o fueron trasladados desde el 10 de diciembre de 2023.
El 5 de julio de 2024, el presidente firmó un decreto modificando la Ley de Ministerios, creando el Ministerio de Desregulación y Transformación del Estado.
| Gabinete de Javier Milei                                            | Gabinete de Javier Milei                                                                                 | Gabinete de Javier Milei                                | Gabinete de Javier Milei                                                                              |
| Ministerio                                                          | Ministro                                                                                                 | Ministerio                                              | Ministro                                                                                              |
| ------------------------------------------------------------------- | --- | ------------------------------------------------------- | --- |
| Jefatura de Gabinete de Ministros                                   | Exdiputado por Capital Federal Guillermo Francos La Libertad Avanza En el cargo desde 27 de mayo de 2024 | Ministerio de Capital Humano                            | Periodista Sandra Pettovello La Libertad Avanza En el cargo desde 10 de diciembre de 2023             |
| Ministerio de Defensa                                               | Exdiputado por Mendoza Luis Petri La Libertad Avanza En el cargo desde 10 de diciembre de 2023           | Ministerio de Desregulación y Transformación del Estado | Expresidente del BCRA Federico Sturzenegger La Libertad Avanza En el cargo desde 5 de julio de 2024   |
| Ministerio de Economía                                              | Exsecretario de Finanzas Luis Caputo La Libertad Avanza En el cargo desde 10 de diciembre de 2023        | Ministerio de Justicia                                  | Abogado penalista Mariano Cúneo Libarona La Libertad Avanza En el cargo desde 10 de diciembre de 2023 |
| Ministerio de Relaciones Exteriores, Comercio Internacional y Culto | Embajador de Argentina en EE. UU. Gerardo Werthein Independiente En el cargo desde 31 de octubre de 2024 | Ministerio de Salud                                     | Médico Mario Iván Lugones La Libertad Avanza En el cargo desde 26 de septiembre de 2024               |
| Ministerio de Seguridad Nacional                                    | Exministra de Seguridad Patricia Bullrich La Libertad Avanza En el cargo desde 10 de diciembre de 2023   |                                                         | |

## Política económica
Javier Milei comenzó su presidencia en un contexto socioeconómico delicado. En su primer discurso inaugural como Presidente de la Nación, en las escalinatas del Congreso, afirmó que «Ningún Gobierno ha recibido una herencia peor que la que estamos recibiendo nosotros» y que se tenía «Déficits gemelos por 17 puntos del PBI».También anticipó que las políticas de ajuste fiscal generarían un período de «estanflación», un término que combina las palabras stagnation (estancamiento económico) e inflation (inflación creciente). Como consecuencia del drástico recorte del gasto público y del «shock» económico, el presidente explicó que, a corto plazo, la situación empeoraría, afectando negativamente la actividad económica, el empleo, los salarios reales y los índices de pobreza e indigencia, pero que el ajuste, del que para él «no hay alternativa», recaería mayoritariamente sobre el sector público y no sobre el sector privado, asegurando que estas medidas sentarían las bases para una futura recuperación y un crecimiento sostenible. Por otro lado, el acumulado interanual de la inflación del año 2023 fue de 211,4%, con 25,5% de inflación mensual durante diciembre de 2023, según datos del INDEC, mientras que notas de la Nación y Clarín notificaban una deuda bruta del sector público de US$419.291 millones, reservas brutas en el BCRA de US$21.168 millones, una deuda en Letras de Liquidez (Leliq) de $23 billones de pesos, la cual genera «una emisión de más de $2 billones al mes por los intereses», una emisión monetaria equivalente a 20 puntos de PBI y una represión de los precios de las tarifas, las cuales «se pagan entre un 50 % y un 20 % de su valor real». Milei promovió desde la campaña electoral medidas de shock y un fuerte ajuste sobre el sector público. El ministro de economía designado fue Luis Caputo, y el presidente del Banco Central de la República Argentina designado en comisión fue Santiago Bausili.
| Año | Cifra   | Ref.   |
| --- | ------- | ------ |
| 2023 | 211,4 % | [ 48 ] |
| Inflación mensual 2023 • Diciembre: 25,5 % |         |        |
| 2024 | 117,8 % | [ 49 ] |
| Inflación mensual 2024 - Enero: 20,6 % - Febrero: 13,2 % - Marzo: 11,8 % - Abril: 8,8 % - Mayo: 4,2 % - Junio: 4,6 % - Julio: 4,0 % - Agosto: 4,2 % - Septiembre: 3,5 % - Octubre: 2,7 % - Noviembre: 2,4 % - Diciembre: 2,7 % |         |        |
| 2025 | 17, 3%  | [ 50 ] |
| Inflación mensual 2025 - Enero: 2,2 % - Febrero: 2,4% - Marzo: 3,7% - Abril 2,8% - Mayo 1,5% - Junio 1,6% - Julio 1,9% |         |        |

| Trimestres | Cifra | Ref.   |
| ---------- | ----- | ------ |
| 2023 S.2   | 41.7% | [ 51 ] |
| 2024 S.1   | 52,9% | [ 51 ] |
| 2024 S.2   | 38,1% | [ 52 ] |

| Trimestres | Cifra | Ref.   |
| ---------- | ----- | ------ |
| 2023 S.2   | 11,9% | [ 53 ] |
| 2024 S.1   | 18,1% | [ 53 ] |
| 2024 S.2   | 8,2%  | [ 53 ] |

| Mes y año | Cifra respecto al PBI | Ref.   |
| --------- | --------------------- | ------ |
| 2023      | -6,1 %                | [ 54 ] |
| 2024      | +0,3 %                | [ 55 ] |

| Año  | Cifra   | Diferencia  |
| ---- | ------- | ----------- |
| 2023 | $23.073 | Sin cambios |
| 2024 | $29.612 | +$6.539     |

| Año  | D. oficial en AR$ | D. "blue" en AR$ | Brecha (%) |
| ---- | ----------------- | ---------------- | ---------- |
| 2023 | 847,11            | 1025             | 21 %       |
| 2024 | 1060,28           | 1230             | 16 %       |

| Año  | Cifra  |
| ---- | ------ |
| 2023 | -1,6 % |
| 2024 | -1,7 % |

### Primeros días
El 12 de diciembre de 2023, el ministro de economía Luis Caputo realizó un anuncio de un paquete de «Medidas de Emergencia Económica», con el objetivo de «neutralizar la crisis y lograr estabilizar las variables económicas». Entre ellas, la suspensión del pago de la «pauta oficial» a los medios de comunicación por el plazo de un año (en 2023 se había gastado $34 mil millones de pesos), la reducción al mínimo posible las transferencias del Estado nacional a las provincias, la suspensión de la licitación de obra pública y la cancelación de aquella que no ha comenzado (anunciando que serán realizadas por el sector privado), la reducción de los subsidios a las tarifas de la energía y del transporte, la liberación del tipo de cambio del dólar (de 400 a 800), junto a un aumento temporal del impuesto PAIS a las importaciones y retenciones de las exportaciones no agropecuarias y el reemplazamiento del sistema de importaciones SIRA por un sistema de estadísticas, más flexible y libre. También se anunció que, posteriormente, serían eliminados todos los derechos de exportación, al considerar que «entorpecen el desarrollo».
Al día siguiente, el Banco Central, presidido por Santiago Bausili, anunció que mantendria sin cambios la tasa de las Leliq y que pedirá la posibilidad de solicitar un «waiver» al FMI, frente a la dificultad del pago de los vencimientos de diciembre. Finalmente se recibió un préstamo por 913 millones de dólares del CAF para el pago de los vencimientos. Se confirmó la eliminación del SIRA a partir de enero de 2024, liberando la entrada de importaciones, al no necesitar autorización previa del BCRA. Además se realizó la compra de 300 millones de dólares, principalmente de sectores agropecuarios y energéticos, con el objetivo de obtener reservas, y gracias a la modificación del tipo de cambio.
Tras las medidas, en el primer día, la brecha entre el valor oficial del dólar y el dólar blue se redujo al 30,4 %, frente a la devaluación del oficial por 104 %, a 830, y del no oficial por el 4 %, a 1.070. Tras esto, el BCRA informó que utilizaría una política de crawling peg, la cual consistía en una devaluación mensual del valor de dólar oficial en un 2 %. También se redujo el riesgo país en un 3,9 % y aumentó el valor de los bonos de deuda argentinos. Aunque se produjo un aumento, en promedio, del 37 % en combustibles.
El 18 de diciembre de 2023, el Banco Central resolvió «reducir las tasas de interés en pesos referenciales para el mercado», la de pases pasivos al 100 % anual, como ya había sido comunicado anteriormente, y para los plazos fijos del 133 % al 110 % anual («el interés que estaban obligados a pagar los bancos por los depósitos»). Esto estaba vinculado, precisamente, al objetivo de desaparecer las Leliq dado que, en el mismo comunicado, el BCRA anunció que «decidió dejar de realizar licitaciones para ofrecer estos títulos». Días después se confirmó que la deuda en Leliq se había reducido de $20.000 millones a $2.200 millones en el plazo de una semana, así como también se anunció que su desaparición formal estaba fechada para el 11 de enero de 2024.

### Reforma del Estado
Con el objetivo de reducir el déficit fiscal, planteó una política de austeridad centrada en la reducción del presupuesto de los organismos públicos nacionales, con el objetivo de reducir 5 puntos del PBI en gasto público, los cuales representan el déficit presupuestario del Estado nacional. La primera medida de Javier Milei, al llegar al despacho presidencial luego de su investidura, fue la firma del decreto 8/2023, que redujo la cantidad de ministerios, de 18 a 9, la de secretarías, de 106 a 54 y la de subsecretarias, de 182 a 140. Al día siguiente decretó la modificación de la imposibilidad de designar personal con parentesco por parte de los funcionarios en el Estado nacional (para poder nombrar a su hermana, Karina Milei, como secretaria General), y se anunció la exigencia de la «presencialidad al 100 %» por parte de los empleados públicos y la revisión de los gastos y contrataciones de todos los ministerios remanentes, realizadas en el último año, con el objetivo de «encontrar contrataciones irregulares». Esta medida también abarcó contrataciones en universidades y otras dependencias del Estado nacional.
El 15 de diciembre de 2023 se anunció un recorte presupuestario valuado por el Gobierno en US$3000 millones anuales en «gastos de funcionamiento», donde se abarcaría la reducción de la flota de autos oficiales, la venta de dos aviones de la empresa YPF, la reducción de choferes de los funcionarios públicos a un 50% y la reducción del seguro de las pinturas de la residencia oficial.
El 20 de febrero de 2024 se realizó una reducción de la estructura jerárquica del PAMI, la cual representaba «un ajuste del 24,18% en rangos jerárquicos, del 75% en Secretarías y Dirección Ejecutiva, una merma del 33% en la cantidad de Gerencias y casi 20% menos de Subgerencias».

#### Reducción de empleo público
Uno de los pilares de la política de austeridad fue la reducción de empleados en los entes públicos, proceso que comenzó tan solo dos días después del inicio de su presidencia con el anuncio de la no renovación de los contratos laborales del Estado con menos de un año de vigencia y con la baja de los empleados que ingresaron a lo largo de 2023.
Para el final de su primer año de gobierno, 34.000 trabajadores (aproximadamente el 7 % del personal del Estado Nacional) habían sido desvinculados del sector público a través de distintas vías, lo cual generaba un ahorro de 3 820 millones de dólares.

#### Organismos modificados o eliminados
- Administración Federal de Ingresos Públicos (AFIP): organismo reemplazado por la creación de la Agencia de Recaudación y Control Aduanero (ARCA), el cual cuenta con una estructura de empleados 34% menor a la del anterior ente.[77]
- Administración General de Puertos (AGP) y Subsecretaría de Puertos, Vías Navegables y Marina Mercante: organismos unificados tras la creación de la Agencia Nacional de Puertos y Navegación (ANPYN).[78]
- Télam: agencia reemplazada por la creación de la Agencia de Publicidad del Estado (APESA). De los 780 empleados que había en diciembre de 2023, 352 firmaron un retiro voluntario, 233 pasaron a formar parte de la agencia de noticias de Radio y Televisión Argentina (RTA Noticias) y 200 pasaron a formar parte de APESA.[79]
- Instituto Nacional contra la Discriminación, la Xenofobia y el Racismo (INADI): Disuelto a través del Decreto 696 / 2024.[80]
- Ente Nacional de Obras Hídricas de Saneamiento (ENOHSA): Disuelto a través del Decreto 1020/2024.[81]
- Trenes Argentinos Capital Humano (DECAHF): Disuelto a través de la Resolución 35/2024.[82]
- Ente Nacional Regulador del Gas (ENARGAS) y Ente Nacional Regulador de la Electricidad (ENRE): organismos unificados tras la creación del Ente Nacional Regulador del Gas y la Electricidad (ENRGE).[83]
- Agencia Nacional de Seguridad Vial (ANSV) y Dirección Nacional de Vialidad (DNV): las funciones de los organismos fueron trasladadas a la Secretaría de Transporte y a un nuevo Consejo Vial Federal.[84]
- Comisión Nacional de Regulación del Transporte (CNRT): comisión reemplazada por la creación de la Agencia de Control de Concesiones y Servicios Públicos de Transporte.[84]
- Instituto Nacional de Semillas (INASE) y Comisión Nacional de Semillas: Disueltos por el Decreto 462/2025 y funciones absorbidas por la Secretaría de Agricultura, Ganadería y Pesca.[85]
- Instituto Nacional de la Agricultura Familiar, Campesina e Indígena (INAFCI): Disuelto a través del Decreto 462/2025 y funciones pasadas a la Secretaría de Agricultura, Ganadería y Pesca.[85]
- Agencia Regulatoria del Cáñamo y del Cannabis Medicinal (ARICCAME): Disuelta a través del Decreto 462/2025 y funciones pasadas a la Administración Nacional de Medicamentos, Alimentos y Tecnología Médica (ANMAC).[85]
- Instituto de Enfermedades Cardiovasculares (INEC): Disuelto, alegándose que nunca funcionó a pesar de estar creado por ley desde 2015.[86]
- Instituto Nacional del Cáncer (INC): absorbido por el Ministerio de Salud.[87]
- Instituto Nacional de Medicina Tropical (INMET): integrado a la Administración Nacional de Laboratorios e Institutos de Salud (ANLIS) a través del Decreto 458/2025.[87]
- Instituto Nacional Belgraniano, Instituto Nacional Browniano, Instituto Nacional Newberiano, Instituto Nacional Juan Domingo Perón de Estudios e Investigaciones Históricas, Sociales y Políticas, y Comisión Permanente Nacional de Homenaje al Teniente General Juan Domingo Perón: institutos disueltos.[88]
- Construcción de Vivienda para la Armada (COVIARA): absorbido por Playas Ferroviarias de Buenos Aires.[88]
- Museo Sitio de Memoria ESMA y Archivo Nacional de la Memoria: fusionados en el Centro Internacional para la Promoción de los Derechos Humanos.[88]
- Instituto Nacional de Prevención Sísmica: fusionado con el Servicio Geológico Minero Argentino.[88]

Más de 200 áreas de ministerios fueron disueltas por el Ministerio de Desregulación y Transformación del Estado.

### Desregulación de la economía

#### Decreto de necesidad y urgencia

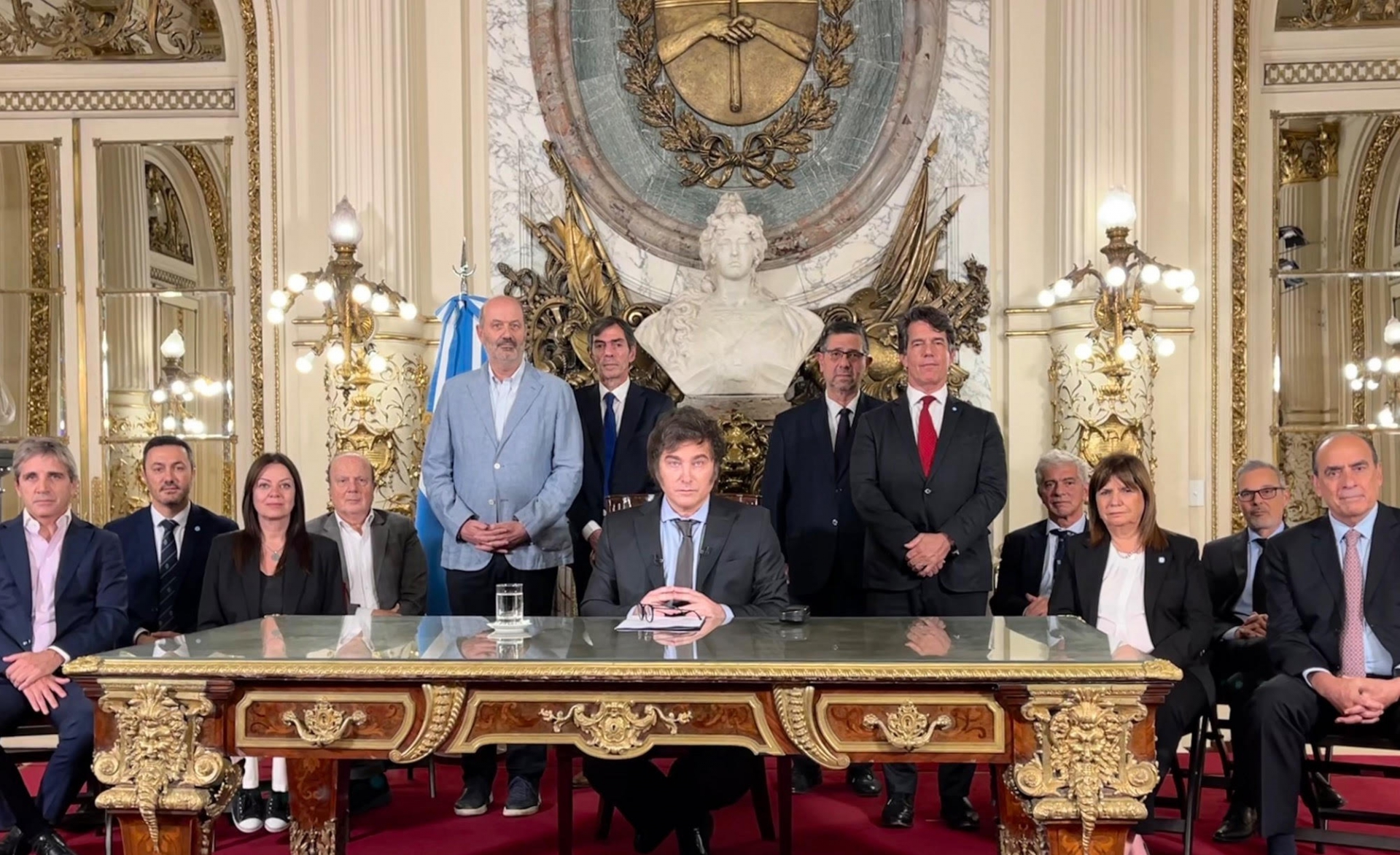
Milei anunciando el decreto junto a funcionarios el 20 de diciembre de 2023.

El 20 de diciembre de 2023, Javier Milei emitió una cadena nacional, junto a los miembros de su gabinete y a Federico Sturzenegger, donde desarrolló 30 (de las más de 300) medidas adoptadas por el decreto de necesidad y urgencia (DNU) 70/2023, denominado «Bases para la Reconstrucción de la Economía Argentina». Milei planteó que el objetivo de estas medidas era eliminar definitivamente el déficit fiscal, así como desregular totalmente la economía, «después de décadas de fracaso, empobrecimiento y anomalías». El DNU fue planificado y redactado, principalmente, por el expresidente del Banco Central durante el Gobierno de Mauricio Macri, Federico Sturzenegger, así como también el paquete de leyes. Entre las principales medidas se menciona:
- La derogación de: «Ley de Alquileres», «Ley de Abastecimiento», «Ley de Góndolas», «Ley del Compre Nacional», «Ley de Promoción Industrial», «Ley de Promoción Comercial», «Ley de Tierras», «del observatorio de precios del Ministerio de Economía», «de la normativa que impide la privatización de empresas públicas» y «del régimen de sociedades del Estado».
- La modificación de: «Ley de Manejo del Fuego», Código Civil y Comercial, la derogación del decreto n.º 743/22 que establecía un tope de aumento de empresas de medicina prepaga y de la «Ley de Sociedades».
- La «transformación de todas la empresas públicas en sociedades anónimas para su posterior privatización».
- Reforma laboral: restricciones al derecho de huelga, extensión del período de prueba, eliminación de la indemnización por despido, restricciones al financiamiento sindical, prioridad del convenio colectivo de empresa sobre el convenio de sector.
- Reforma del código aduanero e implementación de la política de cielos abiertos.

Ni bien finalizó la cadena nacional se registraron protestas en varios puntos del país; en varios barrios de Buenos Aires se produjeron cacerolazos y una nutrida movilización en las puertas del Congreso Nacional. Expertos en derecho constitucional consideran que el decreto no cumplía con los requisitos exigidos por la Constitución Nacional. Una gran cantidad de dirigentes políticos opositores declararon que el DNU era inconstitucional. Asociaciones civiles y sindicatos presentaron un amparo para que se declarase nulo. Por su parte, el presidente defendió el paquete de normas decretadas alegando que el DNU se estableció a favor del mercado, no de las empresas, y que buscaba incrementar el bienestar de la población. Además, agregó que las personas partícipes de los cacerolazos están «abrazados y enamorados del modelo que los empobrece».
El 30 de enero de 2024 la Cámara Nacional de Apelaciones del Trabajo declaró la inconstitucionalidad de todo el Título IV (normas laborales) por ser contrario al art. 99, inc. 3.º, de la Constitución Nacional.

#### Ley Bases y Puntos de Partida para la Libertad de los Argentinos
Junto con el anuncio del decreto, Milei llamó a sesiones extraordinarias del Congreso de la Nación, para que este tratase un paquete de leyes relacionadas, entre el 26 de diciembre de 2023 y el 31 de enero de 2024, clamando la colaboración de las cámaras para avanzar con, dicho por el mismo, en «este proceso de cambio que la sociedad eligió, en un contexto de crisis que requiere acción inmediata». El 27 de diciembre se presentó el proyecto de ley denominado «Bases y Puntos de Partida para La Libertad de los Argentinos», el cual consistía en una ley ómnibus que, según el Gobierno, buscaba «restituir el orden económico y social basado en la doctrina liberal plasmada en la Constitución Nacional de 1853». A lo largo de sus 664 artículos, contenía delegaciones legislativas al Poder Ejecutivo nacional de emergencia pública en materia económica, financiera, fiscal, social, previsional, de seguridad, defensa, tarifaria, energética, sanitaria y social por dos años, hasta diciembre de 2025. En materia económica y fiscal, entre otras medidas, se lanzó un blanqueo de capitales, una moratoria de deudas impositivas, una reducción de las cargas impositivas y una subida de las retenciones.
También se propuso la privatización de empresas y sociedades del Estado, o con mayoría estatal, entre las que se encuentran: Aerolíneas Argentinas; ARSAT; AySA; Banco de la Nación Argentina; Banco de Inversión y Comercio Exterior; Casa de Moneda S.A., Correo Argentino; Enarsa; Ferrocarriles Argentinos; Operadora Ferroviaria, entre otras.
El 6 de febrero, a pesar de aprobarse en general en la Cámara de Diputados, el gobierno decidió volver a mandar el proyecto a comisión, tras el rechazo de muchos de sus artículos en particular. Finalmente, el proyecto volvió a tratarse el 30 de abril y fue aprobado el 27 de junio de manera definitiva. Sin embargo, el proyecto aprobado sufrió diversas modificaciones entre las que destacaron la eliminación del capítulo que eliminaba la moratoria previsional, se limitaron las industrias alcanzadas por el Régimen de Incentivo para Grandes Inversiones (RIGI) a solo 5 (foresto industria, infraestructura, minería, energía y tecnología), sólo se autorizó la privatización de Enarsa, Intercargo, AySA, Belgrano Cargas y Logística, Operadora Ferroviaria y Corredores Viales, entre otras cosas.

### Impacto social
La devaluación en diciembre y el conjunto de medidas de shock, incluidas en paquete de emergencia económica, provocaron un aumento de la pobreza en un 10 % (pasando del 44,8 % al 54,8 %) y de la indigencia en un 6,4 %, en el 1° trimestre del año. En número de ciudadanos 24,9 millones de éstos estaban en situación de pobreza y de ellos 7,8 millones en la indigencia. La pobreza dentro de los jubilados creció más del doble y pasó del 13,2% en el primer semestre de 2023 al 30,8% en el primer semestre de 2024, por lo que 1 de cada 3 jubilados era pobre y 542.000 de ellos entraron en situación de pobreza.

### Impacto industrial
En el primer trimestre de 2024 la producción industrial argentina bajó a niveles más bajos desde la Pandemia del COVID-19, un 53,4 % de su capacidad. Los sectores con menor uso de su capacidad instalada para producir fueron la dedicada a los materiales de construcción (47,2 %), la producción de plásticos y cauchos (44,1 %), la industria textil (38,5 %) y la metalmecánica (38 %).
Para julio de ese año, la Asociación de Empresarios Nacionales para el Desarrollo Argentino publicó un informe que mencionaba que en los seis primeros meses del gobierno, aproximadamente 10.000 pymes cerraron debido al desplome de la actividad económica ocurrido tras la devaluación de diciembre, que provocó un aumento de la inflación y el deterioro del poder adquisitivo de los salarios y jubilaciones.
La caída del consumo en su primer año de gestión, provocó una caída interanual en el estimador mensual de actividad económica (EMAE), producido por el INDEC. Para los primeros 10 meses de gestión, la contracción de la actividad económica era del 2,7%. Los sectores más afectados fueron el de la construcción y la industria manufacturera. Uno de los sectores que más atenuó la caída interanual de la actividad en el índice fue el agropecuario, el cual había atravesado una sequía en 2023, y alcanzó aumentos del 98,4 % en mayo y 80,1 % en junio.
Según un análisis de Misión Productiva, basado en un informe de la ONU, Argentina tuvo una caída de la actividad industrial durante 2024 del 9,4%. El desplome en la actividad industrial tuvo su correlato en el empleo (un -2,2% respecto al año anterior).
En los inicios de 2025, la actividad económica mostró una mejoría interanual del 6,5% en enero, 5,7% en febrero y 5,6% en marzo. El comportamiento sectorial para marzo registró una recuperación respecto al 2024, año donde sufrió un nivel de actividad particularmente bajo posterior los efectos iniciales de las políticas de ajuste del gobierno. Los sectores destacados con crecimientos fueron; intermediación financiera (29,3%), construcción (9,9%), comercio (9,3%), minería (5,7%) e industria (4,2%). Por su parte, los sectores de hoteles y restaurantes y electricidad, gas y agua continuaron en caída (-4,3 y -3,6, respectivamente).

## Política en infraestructura y energía
Al inicio de la administración Milei, el área de infraestructura tuvo un nivel ministerial, creándose el Ministerio de Infraestructura, siendo liderado por Guillermo Ferraro. El 26 de febrero de 2024, tras la renuncia de Ferraro, se eliminó el ministerio recientemente creado y sus funciones se transfirieron a la esfera del Ministerio de Economía.
Desde el inicio de la presidencia de Milei, se anunció en el paquete de medidas de emergencia económicas el fin de la licitación de obras públicas por parte del gobierno nacional. Esto, sumado a la política de reducción de empleados estatales, provocó la paralización de obras que se estaban realizando hasta el momento y la desinversión en ciertos sectores dependientes del Estado. Un ejemplo de esto es la caída de la inversión en la red ferroviaria en un 98 % y un 41 % en gastos operativos, la reducción al 100 % en corredores viales y del 55.9 % en Enarsa. Respecto a las obras públicas, el presidente de la Cámara Argentina de la Construcción (CAMARCO) estimaba en mayo de 2024, que entre 3500 y 4000 obras públicas estaban paralizadas y que se habían perdido más de cien mil empleos. Ante esta situación, algunos gobernadores firmaron el traspaso de ciertas obras públicas, a cargo del gobierno nacional hasta ese momento, para poder continuarlas con fondos propios.
El 29 de mayo de 2024, durante la estación de otoño, se suspendió el suministro de gas a ciertas industrias y centrales termoeléctricas debido a la demora en la compra por quinientos millones de dólares de este recurso a la empresa brasilera Petrobras. Esta compra se había realizado de urgencia, ante un aumento de la demanda y la imposibilidad de la infraestructura energética de satisfacerla a tiempo. El gobierno se excusó remarcando que era un año con temperaturas atípicas y que la demanda había incrementado cerca de un 55 % interanual. La oposición acusó al gobierno de ser el responsable de esta faltante por haber paralizado la construcción de la primera etapa del gasoducto Perito Francisco Pascacio Moreno (conocido anteriormente como Gasoducto Néstor Kirchner), la cual se compone de la construcción de dos plantas compresoras en Tratayén y Salliqueló y que hubieran abastecido al país con la infraestructura necesaria para no presentar problemas en el suministro de gas. Según la ex secretaria de energía Flavia Royon, la obra en Tratayén se encontraba, para diciembre de 2023, completa en un 82 % y debía seguirse. La versión del gobierno es que la obra no se paralizó y que al momento de asumir recibieron la obra en Salliqueló un 19 % completa y con tres meses de demora; y Tratayén al 39 % con cinco de demora y que habían heredado una deuda del gobierno anterior con las empresas constructoras. Coincidiendo con este hecho, el gobierno comenzó a implementar un nuevo régimen tarifario para reducir gradualmente los subsidios en gas y electricidad. En junio de ese mismo año terminó la construcción de la primera planta compresora del gasoducto en Tratayén.
Para 2025, el gobierno creó la Red Federal de Concesiones, un sistema de concesión para la operación y mantenimiento de tramos de carretera de la Red Federal de Caminos, con el objetivo de que la empresa estatal Corredores Viales dejase de operarlos. El 15 de enero de ese año, se dio inicio a la primera etapa del proceso licitatorio, el cual involucró al Corredor Vial 18, que incluye las rutas nacionales 12 y 14 y el Puente Rosario-Victoria.
En diciembre de 2024, el presidente del Consejo de Asesores del Presidente, Demian Reidel, anunció la implementación de un Plan Nuclear Argentino, que consiste en la creación de un Consejo Nuclear Argentino el cual llevaría a cabo las gestiones para la construcción, como primera etapa, de un reactor modular pequeño (SMR) en el Complejo Nuclear Atucha y el desarrollo, como segunda etapa, de reservas de uranio para cubrir la demanda doméstica y para exportar combustibles de alto valor agregado.

## Política en transporte

### Ferrocarriles
El 13 de junio de 2024, se declaró la Emergencia Pública Ferroviaria por 24 meses, asignando un presupuesto adicional de 1.3 billones de pesos para la realización de obras de mantenimiento y compra de material rodante.
En diciembre de ese año, el gobierno disolvió Trenes Argentinos Capital Humano (DECAHF), que tenía como presupuesto para ese año 42 mil millones de pesos y despidió a sus 1388 empleados. A través de la ley Bases se autorizó al gobierno a privatizar Trenes Argentinos Operaciones y Trenes Argentinos Cargas. En octubre de 2024 se anunció la intención de privatizar Trenes Argentinos Cargas y en noviembre se anunció el proceso para licitar, en el 1° trimestre de 2025, las 7 líneas de ferrocarril para que las operen empresas privadas, incluidas las que ya operan entes privados como la línea Urquiza (Metrovías) y la línea Belgrano Norte (Ferrovías).

### Transporte aéreo
En julio de 2024, el gobierno reglamentó los artículos relativos al Código Aeronáutico del DNU 70/2023, estableciendo una política de cielos abiertos, que eliminó la exclusividad de Aerolíneas Argentinas y flexibilizó el ingreso de aerolíneas extranjeras. Para el final de 2024, el país ya había firmado acuerdos bilaterales para adoptar la política de cielos abiertos con 11 países (Brasil, Chile, Uruguay, Paraguay, Perú, Ecuador, Canadá, Panamá, México, Ruanda y República Dominicana).
En noviembre de ese año, se anunció la desregulación del servicio del servicio de rampas en aeropuertos, finalizando el monopolio de la empresa estatal Intercargo, la cual está en la lista de empresas autorizadas a ser privatizadas en la ley Bases.

### Transporte en colectivos
En febrero de 2024, el gobierno eliminó el Fondo Compensador al transporte público, el cual, a través de transferencias del Estado Nacional, subsidiaba al transporte público en provincias del interior del país. Este fondo, en 2023, había aportado unos 102 000 millones de pesos en concepto de subsidios.
Siguiendo la política de reducción de subsidios, la variación anual entre los gastos del Estado dedicados al subsidio al transporte entre 2023 y 2024 fue de -20,9 %. La tarifa mínima para colectivos pasó de 76,92 pesos en enero, a 371,13 pesos en diciembre.

## Política electoral
El jefe de Gabinete designado fue Guillermo Francos, quien planteó la implementación de una reforma electoral, en la cual se abarque la eliminación de las primarias abiertas, simultáneas y obligatorias (PASO) y la implementación de un sistema de boleta única, ya sea de papel o electrónica, la cual ya contaba con la aprobación por parte de la Cámara de Diputados desde 2022.
El 1 de octubre de 2024 se sancionó, con apoyo de la UCR y el PRO, la ley que modificó el Código Electoral Nacional, introduciendo la Boleta Única de Papel (BUP) como instrumento de votación en elecciones nacionales.
En enero de 2025, el gobierno llamó a sesiones extraordinarias y colocó como uno de los proyectos a tratar al de Ficha Limpia, el cual consiste en una modificación de la Ley Orgánica de Partidos Políticos y la Ley de Democratización de la Representación Política, la cual hace inelegible para ocupar cargos públicos a personas condenadas en segunda instancia por delitos vinculados a la administración pública.

## Política exterior
Las relaciones exteriores de Argentina durante el gobierno de Milei mostraron una ruptura de la continuidad de la política de su predecesor, de marcado corte autonomista y con una profundización en las relaciones diplomáticas con China y Rusia. Desde el inicio mismo de su mandato se promovió un alineamiento automático con occidente, de modo tal que Argentina renunció a la posibilidad de ingresar al grupo BRICS a partir del 1 de enero de 2024 y firmó la carta de invitación al proceso de acceso a la Organización para la Cooperación y el Desarrollo Económico (OCDE).
Al principio, se lo había acusado de plantear una «ideologización» de las relaciones diplomáticas, proponiendo el congelamiento de las relaciones bilaterales con naciones como China, Rusia y Brasil, a las que calificaba como «comunistas», y manifestaba un alineamiento internacional con los Estados Unidos, particularmente con el Partido Republicano de Donald Trump, y con el Estado de Israel. Sin embargo, con el paso del tiempo cambió su opinión respecto a China, declarando que le sorprendió gratamente la actitud de ese país y que era un socio comercial muy interesante.

### Estados Unidos

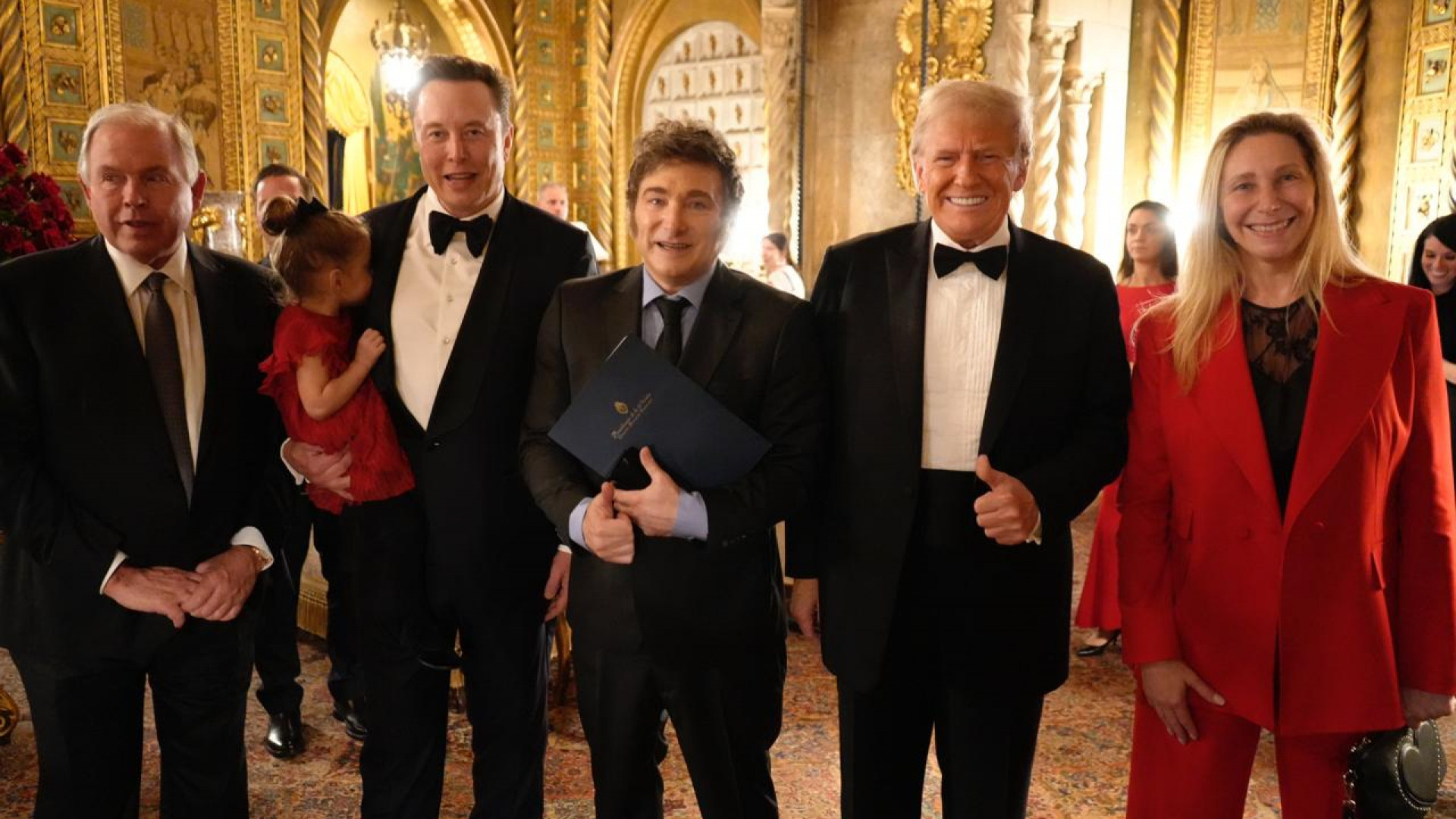
Milei junto a Elon Musk y el recién electo presidente de Estados Unidos, Donald Trump, 14 de noviembre de 2024, durante la gala del America First Policy Institute.

Tal como anunció en sus declaraciones, el país sería socio de Estados Unidos, independientemente de si gobernaban republicanos o demócratas. El primer viaje que realizó como presidente electo fue a Estados Unidos, durante la presidencia del demócrata Joe Biden, donde se reunió con funcionarios de la Casa Blanca y el Departamento del Tesoro. Durante su primer año de mandato, Milei realizó 7 viajes a Estados Unidos con diferentes motivos. En febrero de 2024, el secretario de Estado de Biden, Antony Blinken, visitó el país.
En abril de 2024 el presidente se reunió con la comandante del Comando Sur de Estados Unidos, Laura Richardson, con el objetivo de avanzar en la firma de un convenio de ayuda técnica e intercambio de información para que los ingenieros de ese país puedan trabajar en el proyecto de la construcción de la Base Naval Integrada en Ushuaia.
El 14 de noviembre de 2024 Milei fue el primer líder extranjero en reunirse con el presidente electo de los Estados Unidos, Donald Trump, cuando se saludaron en la gala del America First Policy Institute (AFPI) en Mar-a-Lago, en Palm Beach, Florida, ocasión durante la cual el argentino afirmó en su discurso que Trump deseaba “copiar su modelo económico”. También allí se encontró con el magnate Elon Musk, con quien desarrolló una relación amistosa tras varios intercambios en redes y reuniones informales, y el cual fue influenciado por las ideas de ajuste del gasto público de Milei para proponer la creación del Departamento de Eficiencia Gubernamental (DOGE).
En enero de 2025, fue uno de los presidentes invitados a la asunción presidencial de Trump. En febrero EEUU impuso un arancel de 25% para todas las importaciones de aluminio y acero, afectando exportaciones argentinas que en 2024 alcanzaron unos de 600 millones de dólares anuales, principalmente de la empresa Aluar y del Grupo Techint, a través de sus empresas Ternium y Tenaris. Trump ya había dictado esa medida en su primer gobierno, pero Macri logró que durante su gestión, el presidente estadounidense exceptuara a la Argentina de esa carga.

### Israel

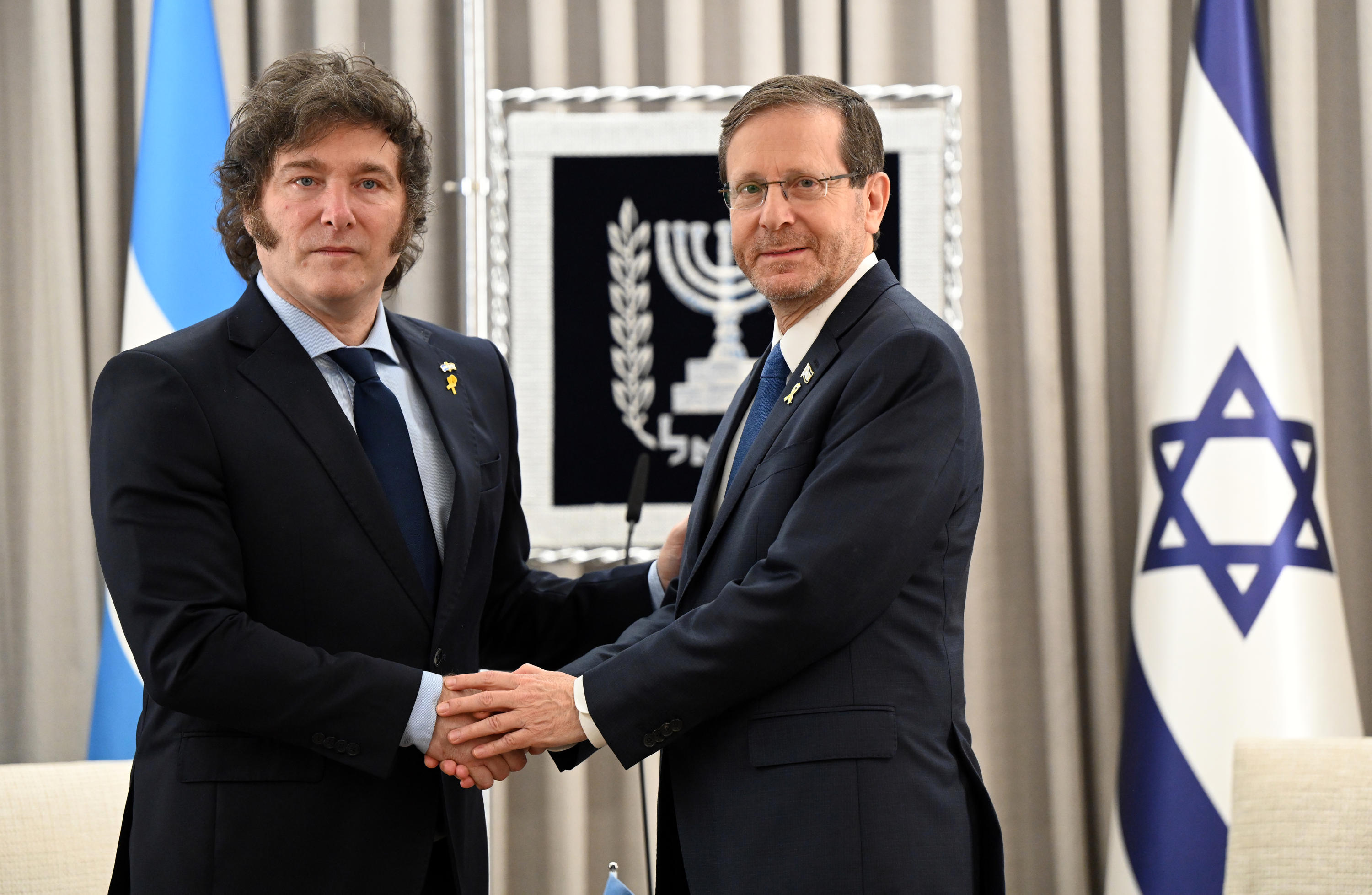
Milei junto al presidente de Israel, Isaac Herzog, 6 de febrero de 2024.

El 6 de febrero de 2024, realizó su primer viaje internacional, visitando al Estado de Israel, en el contexto de la guerra Israel-Gaza. Al ser consultado sobre el propósito de su viaje, explicó: «Voy para manifestar mi apoyo a Israel contra los ataques del grupo terrorista Hamás, mi solidaridad para con Israel y defender su legítimo derecho a la defensa». En ese mismo día, afirmó su intención de trasladar la embajada argentina a Jerusalén, visitó el Muro de los Lamentos y se reunió con el presidente de Israel, Isaac Herzog. Al día siguiente, se reunió con el primer ministro Benjamín Netanyahu y visitó el Yad Vashem. Finalmente, el 8 de febrero concluyó su viaje visitando ruinas ocasionadas por ataques y a familiares de rehenes.
El 13 de abril de 2024, tras el ataque de Irán a Israel, respaldó lo que considera «el derecho a defenderse de Israel» y culpó a Irán de promocionar «el terror y buscar la destrucción de la civilización occidental».
En mayo de ese año, Argentina votó en contra de la admisión de Palestina como estado miembro de la ONU. Cuatro meses después, Argentina se alineó junto a Estados Unidos e Israel y votó en contra de una resolución de la ONU que exigía a Israel abandonar los territorios palestinos que ocupaban.

### Ucrania

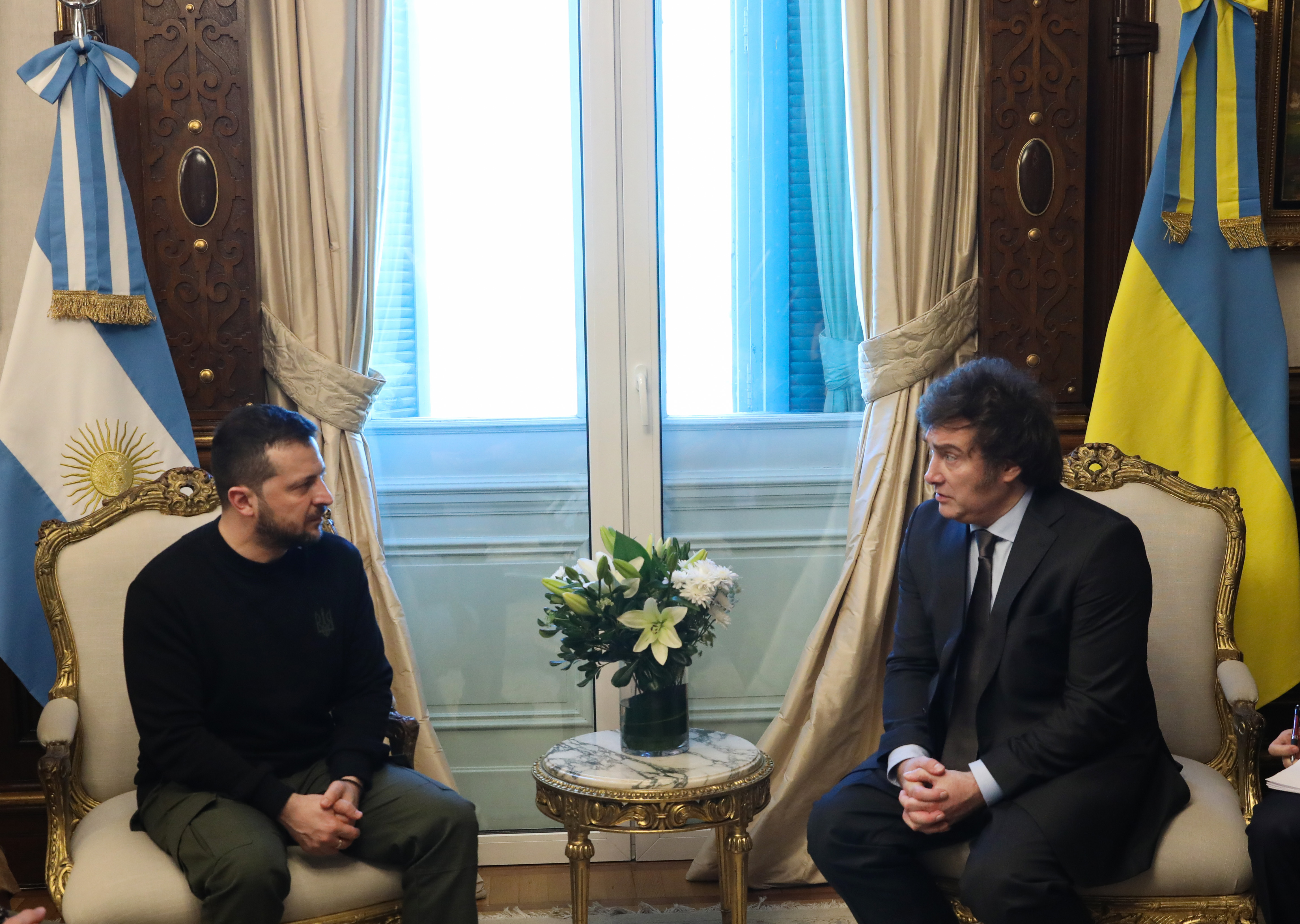
Milei junto a Volodímir Zelenski, 10 de diciembre de 2023.

Desde la asunción de Milei, Argentina cambió su posición neutral en el conflicto ruso-ucraniano. El primer indicio de este cambio fue la invitación al presidente de Ucrania Volodímir Zelenski a su investidura presidencial. Zelenski acudió, convirtiéndose en su primer viaje a América Latina desde el inicio del conflicto, pero Rusia decidió no llevar a ningún alto funcionario diplomático, exceptuando al embajador en Buenos Aires, Dmitri Feoktístov.
El 14 de junio de 2024, Argentina se adhirió al «Ukraine Defense Contact Group» (UDCG), una coalición internacional de 54 países que coordina la ayuda humanitaria y militar a Ucrania. Un día después, Milei participó de la Cumbre Global por la Paz en Ucrania realizada en Suiza. Allí declaró:

Quiero expresar en nombre del pueblo argentino nuestro máximo apoyo al pueblo de Ucrania y a nuestro amigo el presidente Zelenski, ya que como defensores de la libertad repudiamos cualquier forma de violencia.

### China

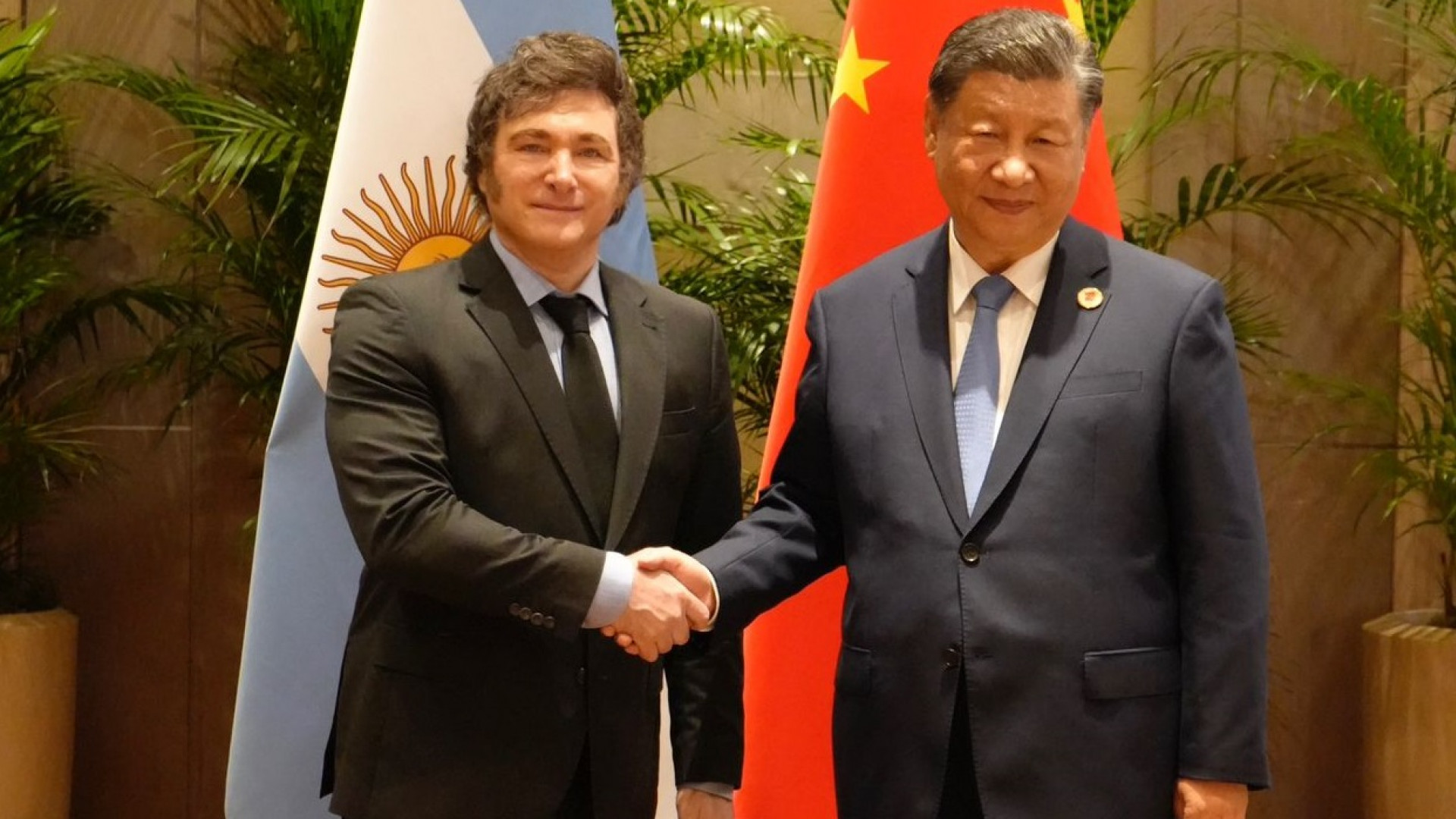
Milei junto a Xi Jinping, 19 de noviembre de 2024.

La relación entre ambos países se tornó en una situación de incertidumbre tras las declaraciones de Milei, antes de ser electo, de que no haría negocios con China y con ningún país comunista. A pesar de esto, China no protestó formalmente y envió como representante del país para que acudiera a la investidura presidencial de Milei, al vicepresidente del Comité Permanente de la Asamblea Popular Nacional, Wu Weihua. A tan solo dos días de asumir, Milei envió una carta al presidente de China, Xi Jinping, para pedir la renovación del swap por 5 000 millones de dólares, otorgado al gobierno predecesor, para poder garantizar el pago de los vencimientos con el Fondo Monetario Internacional. En junio de 2024 el Banco Central de China (BPCh) aceptó la renovación del swap hasta 2026.
Para septiembre de 2024, Milei había cambiado su opinión respecto a China, declarando que le sorprendió gratamente la actitud de ese país y que era un socio comercial muy interesante, el cual no exigía nada y que solo pedía que no lo molesten. En noviembre de ese año, en el marco de la cumbre del G20 en Brasil, Milei se reunió con Xi Jinping, en donde agradeció el apoyo brindado a Argentina en la estabilización de su situación económica y defendió el principio de una sola China.

### Conflicto con España

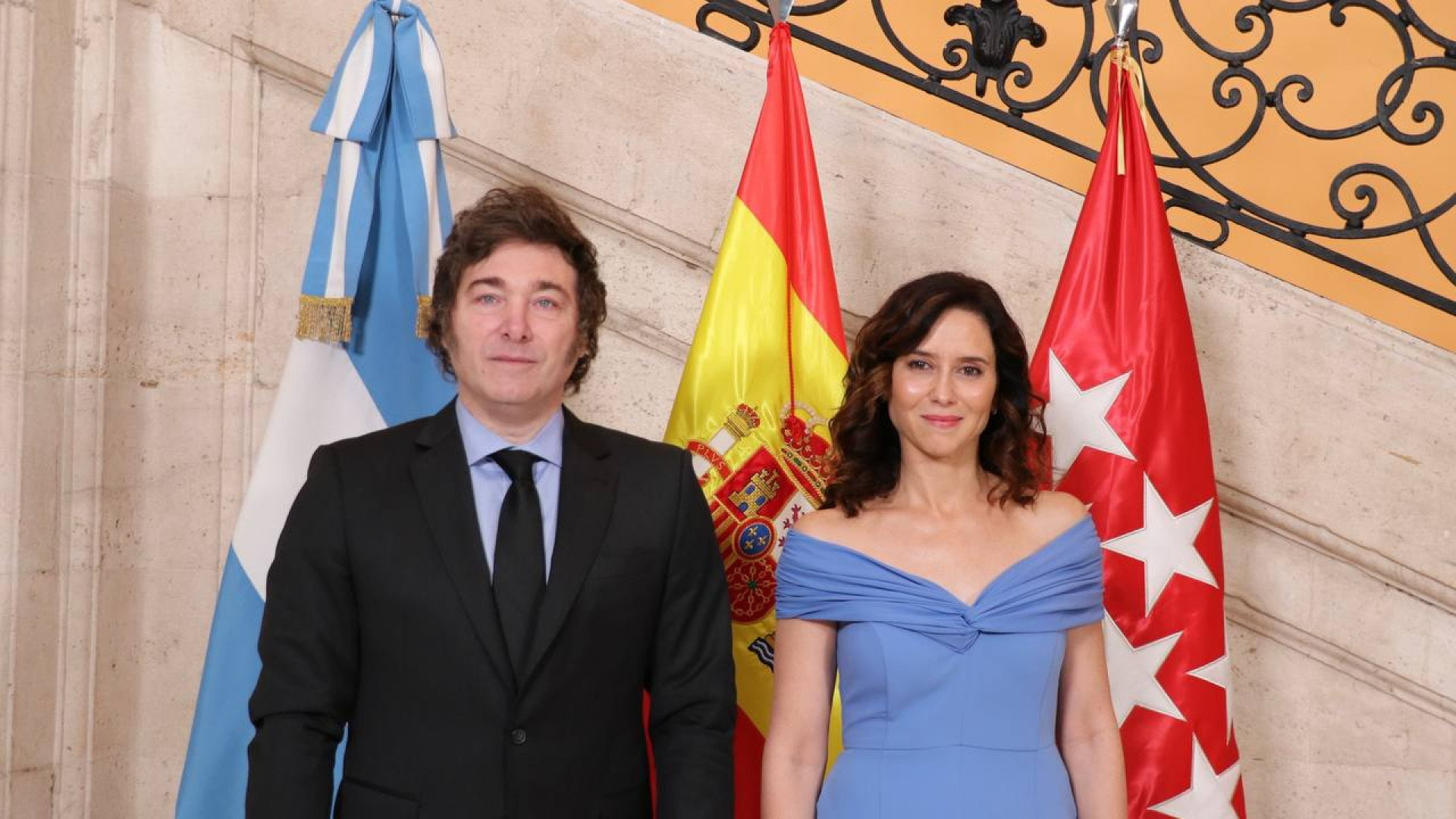
Milei junto a Isabel Díaz Ayuso, 21 de junio de 2024.

Desde mayo de 2024, las relaciones Argentina-España se tensaron tras la declaración dada por el ministro español Óscar Puente hacia Milei, sugiriendo que el presidente argentino «ingiere sustancias» antes de sus presentaciones televisivas. El gobierno argentino luego se expresó vía un comunicado en X criticando no solo al ministro Puente sino también a Pedro Sánchez, Presidente de España, y su esposa, Begoña Gómez, investigada por presunta corrupción. El Gobierno de España rechazó el comunicado.
El 9 de mayo de 2024 Milei participó del acto partidario «Viva 24» organizado por Vox para nuclear a diversos partidos de extrema derecha a nivel mundial en España. En dicho acto partidario de Vox, Milei pronunció un discurso en el que aludió al presidente español y a su esposa en estos términos:

Aun cuando tenga a la mujer corrupta, se ensucia, y se tome cinco días para pensarlo.

Ese mismo día el Gobierno de España retiró a su embajadora en Argentina y le exigió disculpas al presidente Milei:

Las gravísimas palabras pronunciadas hoy por Javier Milei en Madrid sobrepasan cualquier tipo de diferencias políticas e ideológicas, no tienen precedentes en la historia de las relaciones internacionales... El respeto mutuo y la no injerencia en asuntos internos es un principio inquebrantable en las relaciones internacionales y es inaceptable que un presidente en ejercicio, en visita a España, insulte a España y al presidente del Gobierno de España... Quiero informarles de que acabo de hablar con Josep Borrell, el Alto Representante de la Unión Europea, quien me traslada que considera que un ataque de este calibre a un Estado miembro es también un ataque al conjunto de la Unión Europea... Por este motivo, les anuncio que acabo de llamar a consultas a nuestra Embajadora en Buenos Aires, sine die. Junto a ello, España también exige al señor Javier Milei disculpas públicas.

El 20 de mayo, Milei, en un reportaje televisivo afirmó que no iba a pedir disculpas, remarcó que no había utilizado nombres en su frase y amplió sus críticas al presidente español calificándolo de «cobarde», sostuvo que él había sido el agredido por el presidente español y que se trataba de una agresión sistemática originada en el kirchnerismo.
Ante la negativa de Milei a disculparse, España retiró definitivamente a su embajadora en Argentina.
Por parte del Gobierno argentino se descartó un conflicto diplomático y anunciaron que no retirarían a su embajador en España. También criticaron la actuación de Sánchez a través del vocero presidencial Manuel Adorni: «Si el presidente y los funcionarios del reino de España se quieren hacer cargo de las críticas que el presidente Milei vertió hacia el socialismo y hacia a la corrupción, no es un problema de nuestra República. Como siempre dice vulgarmente, al que le quepa el saco, que se lo ponga».
El 21 de junio de 2024, Milei viajó a España para reunirse con la presidenta de la Comunidad de Madrid, Isabel Díaz Ayuso, y recibir un premio del Instituto Juan de Mariana. Allí fue galardonado con la Medalla Internacional de la Comunidad de Madrid y brindó un discurso en donde mencionó a Sánchez:

Para finalizar, quiero contarles dos frases, una de Mises y una de Hayek. La frase de Mises dice que el conocimiento en la economía lleva al liberalismo. Y una frase de Hayek que dice que, si los socialistas entendieran de economía, no serían socialistas. Bueno, parece que una de las excepciones que hacen a la regla la hacen ustedes con el señor Sánchez, que evidentemente, a pesar de haber estado en economía, no entendió o le gusta mucho el Estado para llevarse puestos a los españoles.

En esa ocasión, solicitó una audiencia con el monarca Felipe VI, la cual fue negada.
Finalmente, el 29 de octubre de ese mismo año, el gobierno español nombró un embajador de España en Argentina, a pesar de que Milei nunca se disculpó por sus declaraciones, poniendo fin a la crisis diplomática.

### OCDE
La canciller Mondino, a horas de asumir el cargo, confirmó que Argentina firmó el ingreso a la Organización para la Cooperación y el Desarrollo Económico (OCDE). Lo hizo en una conferencia en Casa Rosada, junto a Andrés Schaal (uno de los directores de la entidad). La invitación de la OCDE para que el país se uniera al bloque se formalizó durante el 2022, tras años de gestiones. Esto se dio junto con la confirmación del rechazo a la incorporación de la Argentina a los BRICS, luego de haber sido invitada en 2023, confirmando el inicial rechazo de Javier Milei durante la campaña electoral en lo que luego Mondino calificaría como una «decisión práctica».
El 20 de diciembre de 2023, la canciller emprendió una gira de 36 horas por Francia, donde se realizaron 12 reuniones con empresarios, diplomáticos y miembros del Gobierno de Francia, con el principal objetivo de «avanzar en la incorporación a la OCDE, uno de los objetivos de Javier Milei en su gestión». Se buscaba lograr que Emmanuel Macron se convierta en su aliado europeo para la gestión, a la hora de alcanzar acuerdos diplomáticos y emprender negociaciones comerciales.

### Mercosur

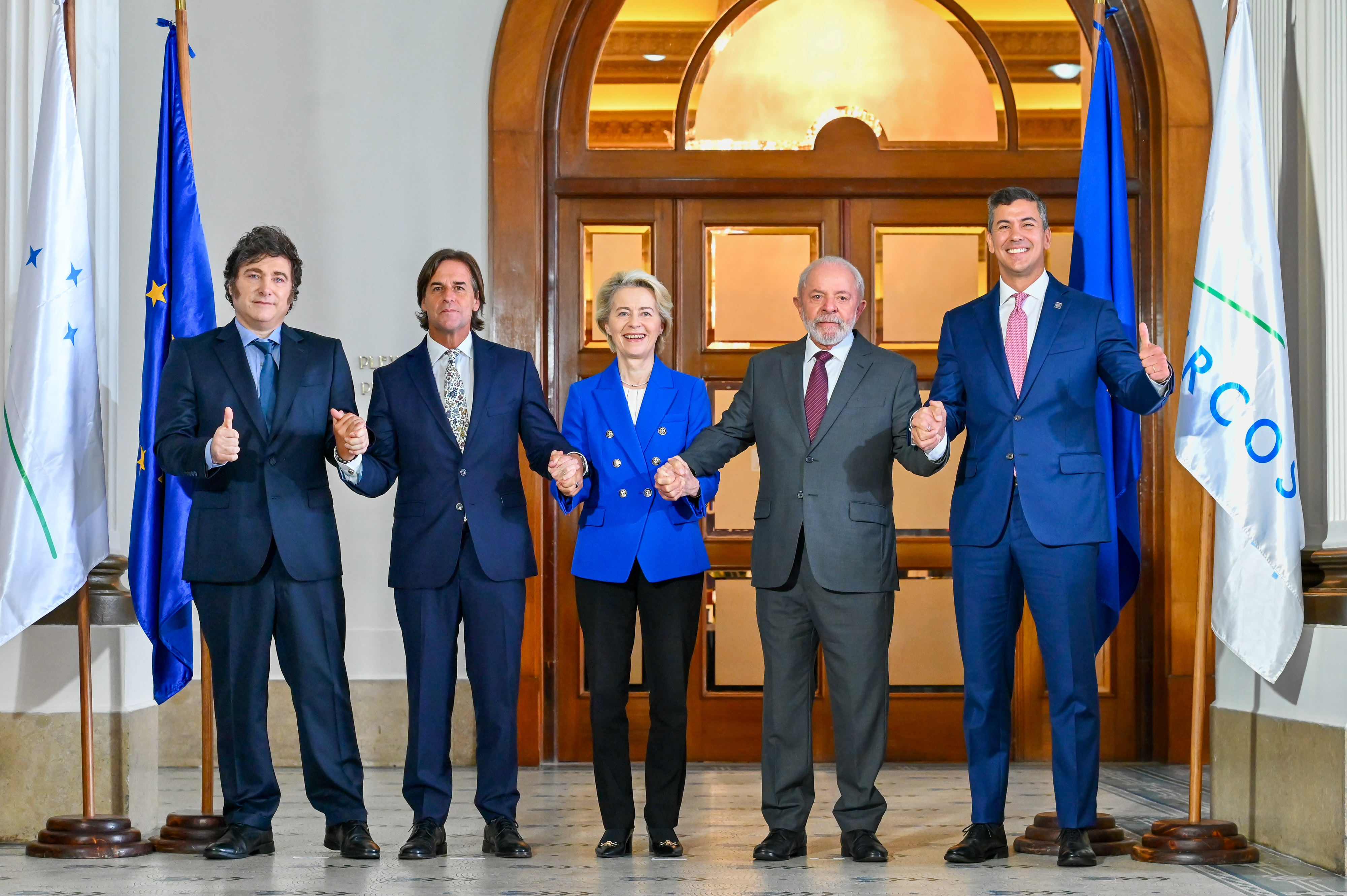
Milei junto a presidentes de los países del Mercosur y la presidenta de la Comisión Europea, Ursula von der Leyen, 6 de diciembre de 2024.

Durante la campaña electoral, Milei afirmó que estaba evaluando la salida de la Argentina del Mercosur. Distintos sectores dentro de La Libertad Avanza se muestran escépticos en la pertenencia de Argentina al Mercosur. Posteriormente fue rechazado por la canciller, quien afirmó buscar reforzar los lazos diplomáticos, pero señalando que «el Mercosur quedó viejo». Desde el comienzo de su gestión se determinó como objetivo alcanzar el acuerdo comercial Mercosur-Unión Europea, después de décadas de estancamiento en las negociaciones. 
El 6 de diciembre de 2024, el mismo día en que asumió la presidencia pro tempore del bloque, se conluyeron las negociaciones para la firma del acuerdo comercial con la Unión Europea, tras 25 años de negociación.
El 22 de enero de 2025, Milei afirmó que buscaría un tratado de libre comercio con los Estados Unidos y que, en este sentido, no descarta abandonar el Mercosur.

### OTAN
El 18 de abril de 2024, por orden de Milei, el ministro de Defensa Luis Petri, viajó a Bruselas, sede de la Organización del Tratado del Atlántico Norte (OTAN), para presentar la carta de intención de Argentina para convertirse en socio global de la organización.

### Comercio internacional
Inicialmente, con las «Medidas de Emergencia Económica» se llevó a cabo un aumento temporal del impuesto PAIS a las importaciones y retenciones de las exportaciones no agropecuarias y el reemplazamiento del sistema de importaciones SIRA por un sistema de estadísticas, más flexible y libre. Posteriormente se confirmó su eliminación a partir de enero de 2024, liberando la entrada de importaciones, al no necesitar autorización previa del Banco Central. Sin embargo, con la aplicación de las medidas anunciadas por Javier Milei el 20 de diciembre de 2023, se llevó a cabo una modificación total del código aduanero y del sistema de importación y exportación. Con el objetivo de desregular totalmente y fomentar el crecimiento del comercio internacional, se llevará a cabo un proceso de total digitalización (para evitar los problemas en papel), «se eliminará también el registro de importadores y exportadores con un cambio profundo en las compras y ventas al exterior» y «se deberá procurar cumplir con las recomendaciones de la Organización Mundial del Comercio (O.M.C.) y la Organización para la Cooperación y el Desarrollo Económicos (OCDE)».
Finalmente, el 26 de diciembre de 2023, se confirmó la creación del «Sistema Estadístico de Importaciones» (SEDI), como reemplazo al SIRA, «con el objetivo de simplificar la tramitación de operaciones de importación». Su único fin sería «suministrar información estadística en forma descriptiva y anticipada a los registros históricos», eliminando la obligación de tramitar las Licencias Automáticas de Importación.

## Política en defensa

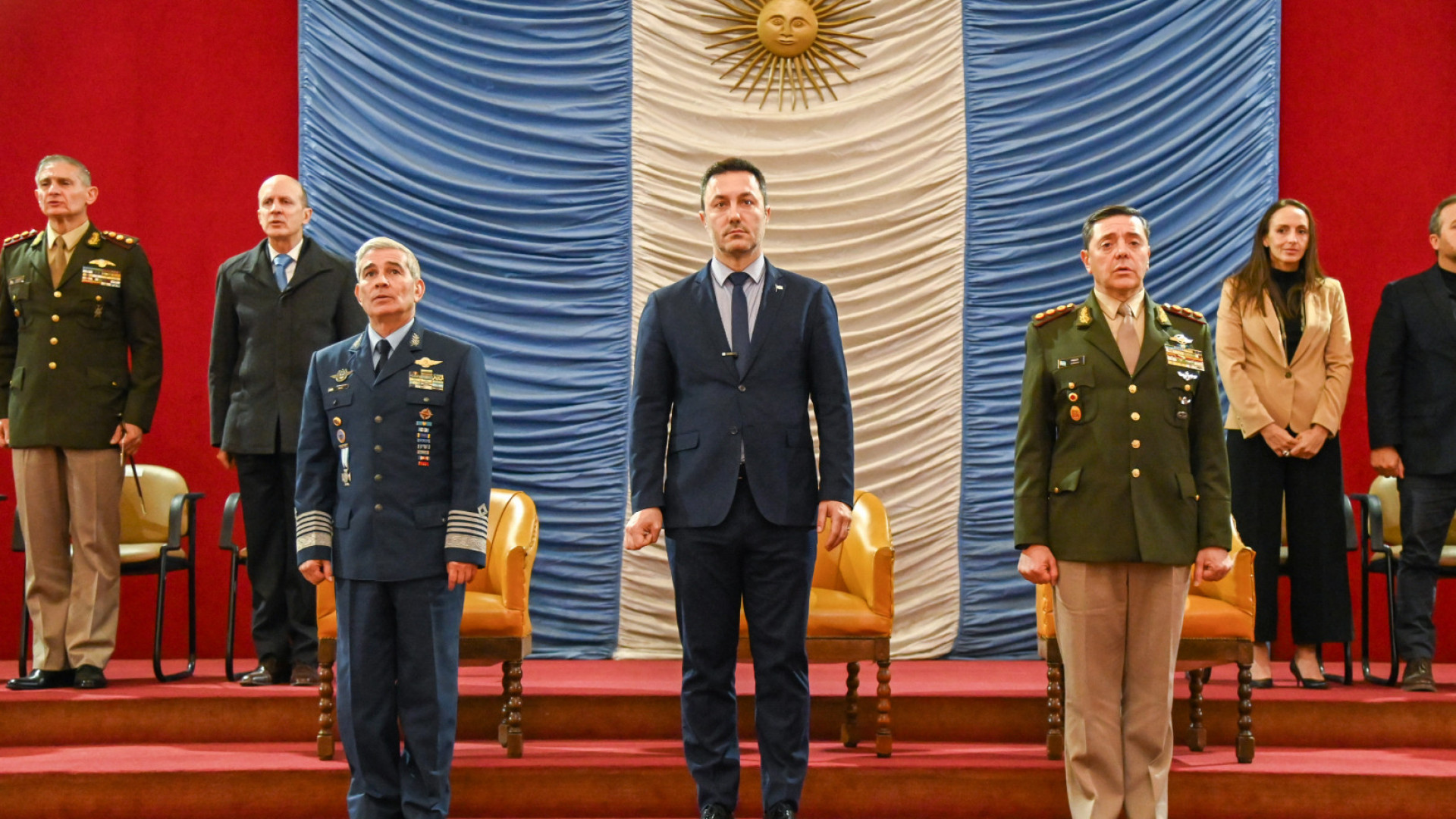
El ministro de Defensa, Luis Petri, junto al jefe del Estado Mayor Conjunto, Xavier Isaac, y el jefe del Ejército Argentino, Carlos Presti

En el Ministerio de Defensa asumió el excandidato a vicepresidente Luis Petri. En una reunión con el Estado Mayor Conjunto, anunció que haría énfasis en recuperar el valor de las Fuerzas Armadas, así como «garantizar la integridad territorial de la soberanía nacional». El Estado Mayor Conjunto de las Fuerzas Armadas fue una de las pocas áreas que no experimentaron el paso de la «motosierra» en sus gastos, destacando una inversión del 18,6 % en su presupuesto.
El 16 de diciembre, Petri anunció la prohibición del uso del «lenguaje inclusivo» en las Fuerzas Armadas. El día siguiente, en el contexto de las tormentas ocurridas en la provincia de Buenos Aires, y que se saldaron con 13 muertos, puso a disposición a las Fuerzas Armadas en la asistencia de las víctimas y en el control de daños.
En enero de 2024, se designó como jefe del Estado Mayor Conjunto de las Fuerzas Armadas, al brigadier general, Xavier Julián Isaac, de la Fuerza Aérea. Por su parte, en el Ejército se nombró al general de división, Carlos Alberto Presti, en la Armada al vicealmirante, Carlos María Allievi y en la Fuerza Aérea al brigadier general, Fernando Luis Mengo. Además mandó al retiro a 22 generales y otros pasaron a formar parte del Ministerio de Defensa. Con estas expulsiones y nombramientos quedaron fuera de la estructura de dirección del Ejército los mandos que tenían vínculos con el Gobierno anterior.
El 21 de noviembre de 2024 el ministro Petri resolvió relevar a Fernando Luis Mengo por "uso indebido de aeronaves" de la fuerza armada. Así el 4 de diciembre de 2024 invistió al brigadier Gustavo Javier Valverde como jefe de Estado Mayor General de la Fuerza Aérea (JEMGFA).
En abril de 2024, se firmó un acuerdo de compra con Dinamarca para la adquisición veinticuatro cazas polivalentes Lockheed Martin F-16 Fighting Falcon Bloque 15 MLU (dieciséis monoplaza y ocho biplaza), procedentes de la Real Fuerza Aérea de Dinamarca. Con esta adquisición, Argentina recuperó la capacidad de interceptación supersónica perdida en 2015, con la baja de servicio de los Mirage IIIEA y M-V Dagger. En ese mismo mes, Estados Unidos anunció el otorgamiento de Financiamiento Militar Extranjero (FMF) por cuarenta millones de dólares al país, con el objetivo de apoyar el proceso de modernización de la defensa. Argentina no recibía este financiamiento desde 2003.
En julio de 2024, el gobierno gastó 10 millones de dólares para reactivar un acuerdo de compra con Noruega por 4 Lockheed P-3 Orion (3 P-3C y un P-3N), por el monto total de 67 millones de dólares. La operación debía concretarse durante la gestión de Alberto Fernández, sin embargo, estaba inactiva ya que habían incumplido las fechas de pago. El primero de los P-3 llegó en septiembre del mismo año.
A pesar de que la tradición en la política exterior de Argentina era el «principio de no intervención», en junio de 2024, Argentina se adhirió al Grupo de Contacto de Rammstein, un conjunto de países que trabajan para coordinar el apoyo logístico y militar a Ucrania tras la invasión rusa de Ucrania.
En diciembre de 2024, el Ejército Argentino recibió 10 tanques TAM 2C-A2. 
En julio de 2025, en Washington, el ministro Luis Petri firmó un acuerdo para la compra de un número no determinado de transportes blindados de personal Stryker, algunos excedentes del Ejército estadounidense, aunque la mayoría serán de nueva fabricación.  Se espera adquirir una cantidad de 156 blindados. 

## Política en seguridad

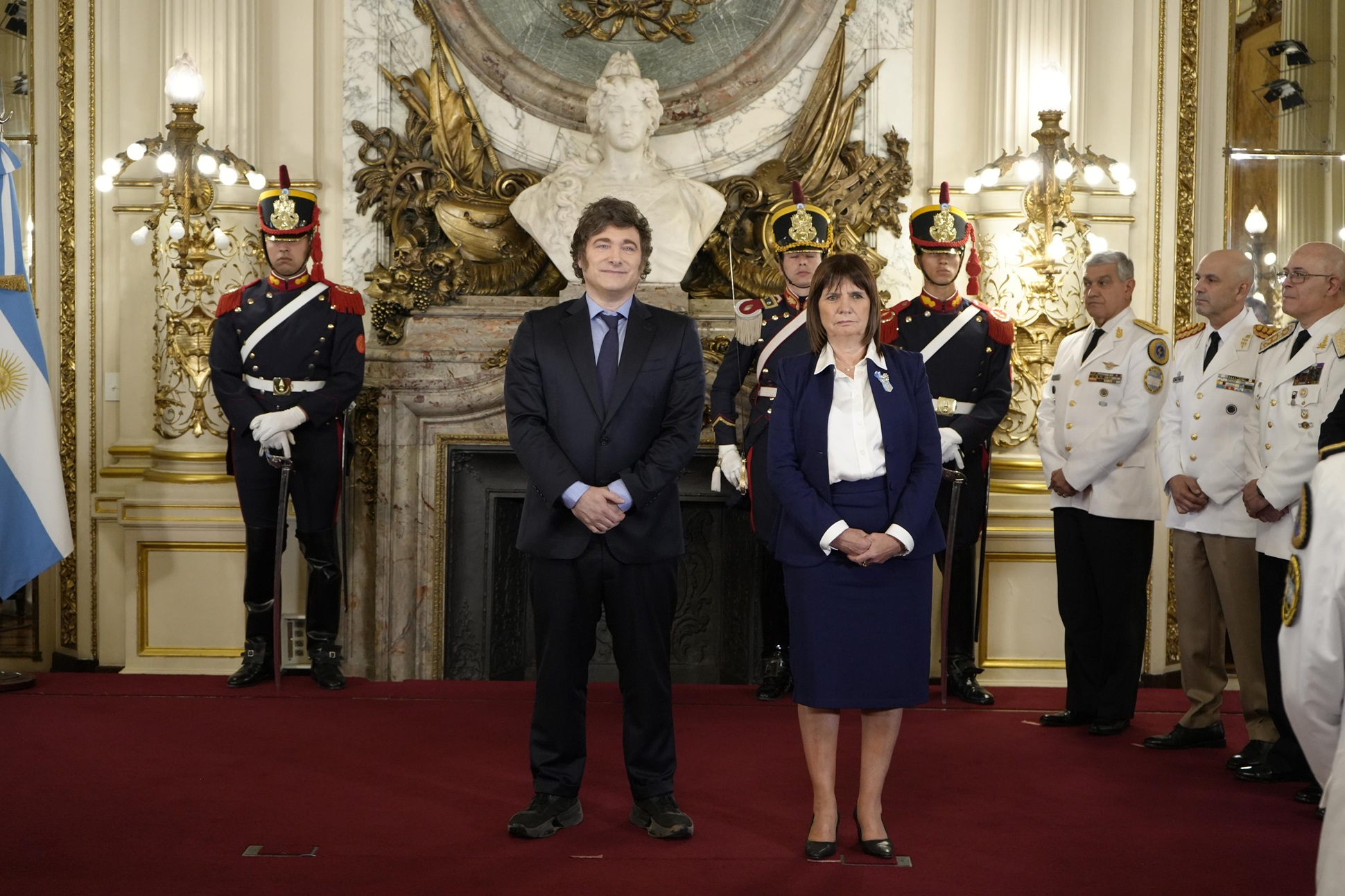
Milei junto a la ministra de Seguridad, Patricia Bullrich

La ministra de seguridad designada fue Patricia Bullrich, la cual ya había ejercido el mismo cargo durante la presidencia de Mauricio Macri. Durante toda la campaña se hizo enfoque en la lucha contra la delincuencia, utilizando el eslogan «El que las hace las paga», y criticando lo que denomina «Doctrina Zaffaroni». Propuso una reforma en la ley de seguridad interior, defensa nacional e inteligencia, y la modificación del «sistema carcelario y el código penal procesal». El área de seguridad fue una de las pocas áreas que no experimentaron un fuerte ajuste en sus gastos frente a la política de «motosierra» en el gasto público.
El 10 de diciembre de 2024, se modificó el reglamento para la adquisición y tenencia de armas, reduciendo de 21 a 18 años la edad mínima para obtener la credencial de legítimo usuario.
En 2024, el país bajó las estadísticas de crímenes llegando a 3,8 casos cada 100.000 habitantes, siendo la segunda menor tasa en Latinoamérica y mejor que en 2023 cuando era de 4,4 casos. En el índice de paz global, el país mantuvo su posición en el ranking, quedando en el puesto 47.

### Protocolo de Orden Público
La cuestión de los piquetes fue un tema recurrente durante la campaña electoral. Milei siempre mencionó que iba a garantizar el derecho de los ciudadanos a la libre circulación, perjudicado por los cortes de calle, particularmente en la Ciudad de Buenos Aires. En su discurso inaugural, Milei afirmó que «El que corta no cobra», dando a entender que, a aquel que participara de un piquete, se le negaría la entrega de cualquier tipo de asistencialismo estatal.
El 14 de diciembre, la ministra Bullrich, en una conferencia de prensa, presentó el nuevo «Protocolo de Orden Público» de aplicación nacional. Entre los principales puntos:
- «Las cuatro fuerzas federales más el servicio penitenciario federal van a intervenir frente a cortes, piquetes y bloqueos». «Podrán intervenir de acuerdo a los códigos procesales vigentes. Si hay un delito in fraganti, van a poder intervenir». «Emplearán la mínima fuerza necesaria y suficiente. Será graduada de acuerdo a la resistencia».
- «Se va actuar hasta dejar liberado el espacio de circulación».
- «Serán identificados los autores, cómplices e instigadores de este delito. Así también los vehículos y sus conductores». «Los datos de los autores, cómplices, partícipes, instigadores y organizadores van a ser remitidos a las autoridades de aplicación correspondiente». «Se creará un registro de las organizaciones que participen en este tipo de hechos».
- «Trabajaremos en las estaciones de tren, cuando percibamos a personas que tengan en posesión material que debería ser incautado».
- «Para el caso de los extranjeros con residencia provisoria, se mandará la información a la Dirección Nacional de Migraciones».
- «Se dará aviso a un juez competente en caso de haber daño ambiental durante las manifestaciones».
- «En el caso de participación de niños y adolescentes, se va a dar aviso a la autoridad competente de la protección de los mismos y se procederá a tener sanciones».
- «Por todos los costos vinculados a los operativos de seguridad, se les enviará la factura a las organizaciones o individuos responsables».

### Secretaría de Inteligencia
El 13 de diciembre, a través del decreto 24/2023, Javier Milei intervino la Agencia Federal de Inteligencia (AFI), designando a Silvestre Sívori como su interventor. Está previsto que la intervención dure dos años, «en la que se avanzará con el achique del personal y otras medidas en el uso de los recursos». A comienzo de enero de 2024, en el contexto de una auditoría de contratos y gastos, se realizó el despido de centenares de empleados del organismo relacionados con la gestión anterior. Además, al mismo tiempo, se nombró a cinco militares retirados, incorporando sectores de inteligencia militar, aunque por ley no pueden hacer inteligencia interior, solo inteligencia sobre amenazas externas.
El 23 de julio de 2024 el gobierno oficializó la disolución de la Agencia Federal de Inteligencia y el regreso de la Secretaría de Inteligencia (SIDE) a la que asignó 100 000 millones de pesos y estableció que los fondos sean de «carácter reservado». Al frente de la secretaría se designó a Sergio Neiffert, sin pasar por el Congreso, y se constituyó a la SIDE como una secretaría presidencial. Las nuevas modificaciones que se llevaron a cabo en la Ley de Inteligencia permitían realizar contrainteligencia a cualquier persona u organización por su «opinión política, o de adhesión o pertenencia a organizaciones partidarias, sociales, sindicales». El 21 de agosto de ese año, la oposición rechazó el decreto del gobierno por el que se asignaba 100 000 millones de pesos como fondos reservados para la SIDE con 156 votos afirmativos, 52 negativos y 6 abstenciones.

### Plan Bandera
El caso de Rosario fue un eje de la campaña electoral de Javier Milei, siendo que la violencia propiciada por el crimen organizado convirtió a la ciudad santafesina en la más insegura y con la mayor tasa de homicidios del país, particularmente vinculado a las organizaciones criminales dedicadas al tráfico de drogas ilícitas. En 2022, ya bajo la intendencia de Pablo Javkin se registraron 288 homicidios, la cifra más alta registrada hasta el momento, superando la histórica cifra de 271 homicidios de 2013. Para 2022 más de un 70% de los homicidios dolosos en esta ciudad santafesina están asociados a organizaciones criminales, y casi un 75% fueron planificados y no espontáneos. En 2018, se dio un recrudecimiento de la violencia ligado al fuego cruzado del narcotráfico, principalmente debido a la presencia de una organización criminal denominada «Los Monos», la cual se dedica a este negocio desde la década de 1990. Las primeras señales de alerta aparecieron a fines de 2017, cuando la ciudad experimentó un rebrote de violencia.
El 18 de diciembre de 2023, la Ministra de Seguridad de la Nación, Patricia Bullrich, junto al gobernador de Santa Fe, Maximiliano Pullaro, y el intendente de Rosario, Pablo Javkin, mediante un acto realizado en el Monumento a la Bandera de Rosario, anunciaron el «Plan Bandera», destinado a «fortalecer la seguridad en la provincia de Santa Fe».
A principios de marzo de 2024, en un contexto de amenazas hacia autoridades y asesinatos de civiles, el Poder Ejecutivo conformó una Junta Operativa, junto a autoridades locales y provinciales. Al mismo tiempo, se anunció la intervención de la ciudad por parte de las Fuerzas de Seguridad Federales, y las intenciones de desplegar a las Fuerzas Armadas para el combate contra las organizaciones ilícitas. Según el Gobierno, esto tenía como objetivo coordinar ambas fuerzas, y ministerios, para el combate contra el narcotráfico, al poder proveer de mayor capacidad de equipamiento, radarización, helicópteros, drones, aviones, etc. Sin embargo, en la resolución solo se incluyó a la Gendarmería, la Policía Federal, Prefectura y la Policía de Seguridad Aeroportuaria como parte del refuerzo. También se anunció el traslado de militares para reforzar toda la frontera norte.
Para agosto de ese año, los homicidios en Rosario se habían reducido casi un 60%, mientras que en las zonas y barrios con presencia de las Fuerzas Federales la baja llegó al 72%

### Modificación del Régimen Penal Juvenil
El 28 de junio de 2024, durante una conferencia de prensa, Bullrich y el ministro de justicia, Mariano Cúneo-Libarona, presentaron públicamente un proyecto de ley elaborado en conjunto por ambos ministerios, que pretende establecer un nuevo Régimen Penal Juvenil planteando la baja de edad de imputabilidad a los 13 años. Bajo la frase de Javier Milei «delito de adulto, pena de adulto», el nuevo sistema penal para jóvenes propone, entre otros ejes, que los adolescentes entre 13 y 18 años sean imputados por un hecho tipificado como delito en el Código Penal, siendo alojados en establecimientos especiales separados de los penitenciarios bajo el cargo de un personal idóneo, donde serán sujetos a procesos de adaptación y reintegración social. Actualmente, la legislación vigente fija la edad mínima de imputabilidad en 16 años, siendo los menores de 16 inimputables. Sin embargo, el Gobierno considera que este régimen establecido en 1980 debe ser actualizado.

### Decreto sobre encubrimiento y lavado de activos de origen delictivo
El 5 de junio se publicó el decreto 496 en el que se incluyó una modificación en el RePET (Registro Público de Personas y Entidades Vinculadas a Actos de Terrorismo y su Financiamiento creado en 2019 por el Decreto 489) que establecía un margen muy amplio para definir quién puede ser incorporado a él. En él se estableció que se podría añadir a «toda persona humana, jurídica o entidad sobre la cual el Ministerio de Seguridad y el Ministerio de Relaciones Exteriores, Comercio Internacional y Culto, en el marco de sus funciones, investigaciones o reportes, tuvieran motivos fundados para sospechar que se encuentra vinculada a una amenaza externa real o potencial a la seguridad nacional». Esto llamó la atención de la Asamblea Permanente por los Derechos Humanos por generar «un combo de instrumentos jurídicos propio de un Estado autoritario».

### RNDG
El 15 de agosto de 2024, se aprobó en la Cámara de Diputados de la Nación, aunque con modificaciones, la media sanción del proyecto de ley que establece la ampliación del Registro de Datos Genéticos vinculados a Delitos contra la Integridad Sexual (RNDG), para la investigación de todo tipo de delitos, propuesta e impulsada por la ministra de seguridad Patricia Bullrich. La aprobación fue festejada por la organización «Madres del Dolor» en el recinto, víctimas de femicidio.

### Reforma de la Policía Federal Argentina (PFA)
El 17 de junio de 2025, Javier Milei junto con Patricia Bullrich anunciaron la reforma estructural de la Policía Federal Argentina mediante el decreto 383/2025, el cual dio lugar a la creación del Departamento Federal de Investigaciones, una unidad dentro de la PFA especializada en tareas de inteligencia e investigación criminal. 

## Política interior
Tras los rechazos de distintos artículos del proyecto de ley de Bases por parte de diputados que respondían a gobernadores, Milei comenzó a tomar una serie de medidas que desfinanciaron a las provincias en forma de represalia. El mes de febrero, anunció la eliminación del Fondo Compensador al Transporte Público, el cual, a través de transferencias del Estado Nacional, se subsidiaba al transporte público en provincias del interior del país. Además no continuó con el Fondo Nacional de Incentivo Docente (FONID), un fondo que financiaba la Nación desde 1998 y que proveía recursos a las provincias para el mejoramiento de salarios de docentes. Entre otras medidas, pidió la renuncia de la secretaria de Minería, Flavia Royon, persona ligada al gobernador de Salta, Gustavo Sáenz y del director de la ANSES, Osvaldo Giordano, ligado al gobernador de Córdoba, Martín Llaryora.
En noviembre de 2024, el gobierno creó el Régimen de Extinción de Obligaciones Recíprocas, el cual busca resolver los conflictos financieros con las provincias a través de la renegociación de deudas entre el Estado Nacional y las provincias y la extinción total o parcial de obligaciones. Tan solo dos meses después de su creación, Catamarca, Tucumán, La Pampa, Chaco y Chubut habían adherido al régimen.

## Política social
Sandra Pettovello fue la designada por Javier Milei para liderar el Ministerio de Capital Humano, el cual abarca las jurisdicciones que antes lo hacían el Ministerio de Educación, el Ministerio de Desarrollo Social y el Ministerio de Trabajo, Empleo y Seguridad Social. Durante la campaña electoral, Milei anunció que este ministerio era el único que «tenía la billetera abierta», ya que entendía que las reformas económicas iban a perjudicar el bienestar social en el corto plazo, y que habrá que dar “contención social” especialmente a las clases bajas. Se estima que, para el momento de la investidura de Javier Milei, la pobreza se ubicaba en el 44,7 % y la indigencia en el 9,6 %, y, en el caso de los niños y adolescentes, se ubicaba en el 62 %.
Durante la emisión de las «Medidas de Emergencia Económica» de Luis Caputo, el 12 de diciembre, también se anunció la duplicación del presupuesto de la Asignación Universal por Hijo (AUH) y un aumento del 50 % el de la «tarjeta Alimentar», con el objetivo de asegurar el bienestar social de las clases bajas durante las reformas económicas. También se anunció la permanencia del bono «Potenciar Trabajo», pero garantizando que se de sin intermediarios, como también en la AUH y la tarjeta Alimentar.
El 26 de diciembre de 2023 se anunció «la auditoría en todos los planes sociales del Potenciar Trabajo, que son bastante más de un millón, para detectar irregularidades», así como se afirmó que «160 000 titulares del Potenciar Trabajo cobraban el plan de manera ilegítima». También se confirmó la baja de unos 8.500 planes Potenciar Trabajo que cobraban empleados públicos.
El 13 de mayo de 2024, el Ministerio de Capital Humano formuló una denuncia por «incumplimiento a los deberes de funcionario público» y «fraude a la Administración Pública» ya que según una auditoría interna aproximadamente la mitad de los comedores y merenderos inscriptos en el Registro Nacional de Comedores (RENACOM) no existían (ya sea porque nunca existieron o porque dejaron de funcionar hace años) y se habría girado fondos desde el Estado Nacional a cuentas bancarias que no respondían ni a comedores ni centros sociales. Se constató un caso particular de un supuesto comedor inexistente que «funcionaba» en un barrio privado (country). Sin embargo también se dio a conocer que uno de los comedores denunciados como inexistente se encuentra en funcionamiento de lunes a viernes e incluso recibió a los funcionarios de la auditoría.

#### Causa por la negativa a la distribución de alimentos
El Gobierno no distribuyó paquetes de comida desde la investidura el 10 de diciembre de 2023. Este hecho, que se venía denunciando desde febrero de 2024 por el activista político, Juan Grabois, llevó a que el 27 de mayo la Iglesia, que ya había protestado en febrero, acusara al gobierno de retener 5 millones de kilos de comida que no estaban siendo repartidos entre los más necesitados en mitad de una emergencia alimenticia. Además Sandra Pettovello, encargada de la distribución del alimento como ministra, fue denunciada por ello.
Ante, esta situación, Manuel Adorni, vocero presidencial, reconoció la existencia de esa cantidad de alimentos y aclaró que «los alimentos se van a repartir y van a llegar a la gente que le tiene que llegar» y Patricia Bullrich se excusó afirmando que «no se guarda nada, todo lo contrario, lo que hace es impedir que se robe comida». Sin embargo, Pablo de la Torre, secretario de Niñez y Familia, afirmó que esos alimentos estaban almacenados para usarse en una eventual emergencia y que según él se trataban de un inventario de reserva.
Finalmente el 27 de mayo un fallo judicial exigió al Gobierno a repartirlos por los comedores populares en un plazo de 72 horas y el Gobierno prometió dar explicaciones sobre las razones de por qué no se estaban repartiendo los alimentos. El Gobierno apeló esta decisión de la justicia, aunque reconoció que hay productos cercanos a vencerse y aseguró que hará entrega de los mismos de forma inmediata con el Ejército. A su vez fue echado el funcionario Pablo de la Torre por «mal desempeño».
La Organización de Estados Iberoamericanos que en diciembre firmó un convenio con el Gobierno «para la prestación de servicios de personal transitorio y la adquisición de alimentos destinados a mejorar la calidad nutricional de familias en situación de vulnerabilidad», se desligó de la actuación del Gobierno por medio de un comunicado. Así la OEI afirmó que ellos llevaron «a cabo la contratación de prestadores para diversas funciones solicitadas por dicha dependencia», pero que «la selección de perfiles corresponde exclusivamente a la Secretaría y que ellos se limitan a ejecutar las decisiones y procedimientos establecidos por esta».
Ante la pasividad del Gobierno en el reparto de los alimentos, diferentes jueces de distintas provincias, entre los que se encontraba Sebastián Casanello dictaron «órdenes de presentación con allanamiento en subsidio» por parte de la Gendarmería de diferentes galpones durante el primero de junio.
El 6 de junio seguía sin repartirse el alimento por lo que un juez volvió a dar la orden de repartirla en menos de 24 horas. Aun así el 18 de junio no habían sido repartidos y el juez volvió a tachar de insuficiente el plan del Gobierno e intimó al mismo a repartirla en un plazo de 72 horas. El 25 de junio, Pettovello volvía a incumplir la orden judicial de Casanello con la excusa de que era culpa del gobierno anterior y que debía ser cada provincia quien repartiese la mercadería (5 825 946 de kilos de comida al 19 de junio).
Pettovello fracasó en su apelación al ratificar la Cámara Federal de Casación Penal la orden de presentar un plan para la distribución de alimentos destinados a comedores sociales. El fallo, dictado por 3 jueces, subrayó la falta de argumentación contundente por parte del Gobierno. El 25 de julio de 2024 la Justicia en lo Contencioso Administrativo Federal decidió desestimar el recurso de revocatoria y la apelación subsidiaria que presentó el gobierno contra la medida que lo obligaba a detallar el plan de entrega de alimentos a comedores sociales y dio de tiempo hasta el lunes 29. El 15 de agosto de 2024, la Cámara Federal de Casación Penal rechazó el recurso extraordinario interpuesto por Sandra Pettovello y Rodolfo Barra por el que intentaban llevar el caso a la Corte Suprema de Justicia de la Nación, agotándose así las instancias de posibles recurso judiciales para el Ministerio de Capital Humano, que tendrá la obligación de entregar los alimentos que habían quedado almacenados y sin repartir.

### Política en género y diversidad
Tras asumir la presidencia de la Nación, Javier Milei mediante decreto presidencial eliminó el Ministerio de las Mujeres, Géneros y Diversidad creado por el expresidente Alberto Fernández. Las funciones del ministerio disuelto fueron asignadas a la Subsecretaría de Protección contra la Violencia de Género, que inicialmente fue ubicada en el Ministerio de Capital Humano y fue trasladada el 24 de mayo de 2024 al Ministerio de Justicia. Finalmente, el 6 de junio de 2024 la subsecretaría fue cerrada definitivamente.
El Gobierno de Javier Milei realizó un recorte de un 33 por ciento las partidas del exministerio junto con el Plan Nacional de Prevención del Embarazo No Intencional en la Adolescencia creado durante la gestión del expresidente Mauricio Macri y continuado por Alberto Fernández. A su vez, mediante decreto presidencial, se prohibió la utilización del lenguaje inclusivo y todo lo referente a la perspectiva de género en los documentos de la administración pública nacional.
El Equipo Latinoamericano de Justicia y Género realizó un monitoreo sobre la aplicación y la ejecución presupuestaria en torno a todas las políticas destinadas a prevenir y asistir las problemáticas de violencia de género, y las abocadas a reducir la desigualdad de género en el primer semestre. En él se mostraba un gran retroceso presupuestario interanual. La ELA denunció que 19 políticas públicas contra las violencias venían siendo desmanteladas. La Subsecretaría que hasta algunas semanas abordaba las problemáticas de género sufrió un 80% de reducción de la ejecución presupuestaria en términos reales si se compara con el primer semestre de 2023 y la ejecución presupuestaria interanual de la línea 144 se redujo en un 38% en el primer semestre del año.
En diciembre de 2024, el gobierno anunció que los asesinatos de mujeres para ese año se redujeron en más de un 10 %. Esto se corrobora con los datos publicados por la Casa del Encuentro que muestran que hubo una reducción del 11% en el 2024 comparado contra 2023. Del 1ro de enero al 31 de octubre del 2023 hubo 275 víctimas y en el 2024 se redujo para ese mismo período a 243 víctimas. También se confirmó con el informe del Observatorio Lucia Pérez que indican que se redujo un 11% pasando de 324 femicidios en el 2023 a 291 en el 2024.

### Política con los pueblos originarios
El 28 de diciembre de 2023, organizaciones de pueblos originarios decidieron levantar el acampe que mantenían en plaza de Mayo al ser recibidos por Patricia Bullrich y Waldo Wolff. Este acampe se mantenía desde febrero de 2020, hacía cuatro años, porque nunca habían logrado ser recibidos por el presidente Alberto Fernández, en protesta por el reconocimiento de sus territorios ancestrales, la ley de Propiedad Comunitaria Indígena de la Tierra y un Estado Plurinacional y Plurilingüe.
En mayo de 2024, 35 organizaciones de pueblos indígenas de la Argentina presentaron un documento en el Foro Permanente para las Cuestiones Indígenas de la ONU en el que se denunciaba la situación que estaban viviendo los pueblos originarios, como se amenazaba la existencia de las comunidades indígenas y como las políticas de Milei «agudizan el proceso». A su vez, se expresaron en contra de la propuesta de derogar la ley Ley 26160, que declaraba la emergencia territorial indígena y suspendía la ejecución de desalojos de tierras que los pueblos originarios ocupaban. El 10 de diciembre, mediante el decreto 1083/2024, el gobierno derogó la Ley Nº 26.160 y el Decreto Nº 805 del 17 de noviembre de 2021, que extendía la emergencia en «tierras indígenas» de esta manera, se permitió la agilización de los operativos de desalojo que haya sobre territorios que estén en disputa y en conflicto con agrupaciones representantes de los pueblos originarios En enero de 2025, el gobierno realizó el primer desalojo tras la derogación de la ley, expulsando a los grupos que se encontraban ocupando desde 2020 la sección El Maitenal, en el Parque nacional los Alerces, a los que el gobierno trató de falsos mapuches.
La llegada de Federico Sturzenegger al Ministerio de Desregulación y Transformación del Estado y su anuncio de eliminar el Instituto Nacional de Asuntos Indígenas (INAI) provocó el rechazo de Faustino Peloc, cacique qolla, el cual manifestó que el INAI era una herramienta fundamental para sus pueblos. «Nos ayudó bastante, se ha creado a través de una ley y está mal que este gobierno quiera eliminarla».

## Política educativa
En julio de 2024, el presidente Javier Milei lanzó el Plan Nacional de Alfabetización como un espacio para la formación, participación y comunicación entre representantes enviados por las jurisdicciones educativas.

### Vouchers educativos para escuelas privadas
En marzo de 2024, se anunció el lanzamiento de los vouchers educativos, una promesa de campaña del presidente Javier Milei. Se trata de un nuevo sistema de financiamiento estatal a la educación privada, por el cual el Gobierno nacional creó un subsidio a los representantes legales de los alumnos para cursar en escuelas privadas. El voucher es para familias que mandan a sus hijos a establecimientos privados de nivel inicial, primario y secundario con una subvención del 75% o más y una cuota que no supere los $54.396. En primer medida el monto del voucher es de 27 mil pesos argentinos (32 USD). Al 10 de mayo, un total de 1 millón de estudiantes argentinos serán cubiertos por el voucher, con un costo para el Estado de aproximadamente 32 millones de dólares por mes. En julio, se anunció la duración del programa educativo hasta diciembre de 2024.

### Política universitaria
Durante la administración anterior se trató en el Congreso la creación de nuevas universidades, aprobándose la creación de la Universidad Nacional de Río Tercero, Universidad Nacional del Pilar, la Universidad Nacional del Delta y la Universidad Nacional de Ezeiza. A inicios de 2024 el Gobierno frenó la apertura de las mencionadas casas de estudio, alegando problemas presupuestarios y la imposibilidad que supondría mantenerlas, y lo que sostuvieron era para «evitar la duplicación y superposición de estructuras jerárquicas y garantizar que la oferta educativa cumpla con la calidad y pertinencia debida».
El 16 de mayo de 2024, el Ministerio de Capital Humano anunció la reactivación únicamente de la creación de la Universidad Nacional de Río Tercero.

#### Conflicto presupuestario
Ante la perspectiva de un paro general por parte de los gremios universitarios en reclamo de que el Gobierno nacional no actualizó el presupuesto para la educación superior al prorrogar el mismo a los valores del 2023 para el año 2024, en marzo se incrementó un 70% el presupuesto para universidades nacionales en un contexto de inflación del 250% interanual. Ese mismo mes, en un encuentro de empresarios del sector energético, el presidente Milei volvió a pronunciarse en contra la educación pública, tanto de «gestión privada» como «estatal» argumentando en su discurso que «han hecho muchísimo daño lavando el cerebro de la gente».

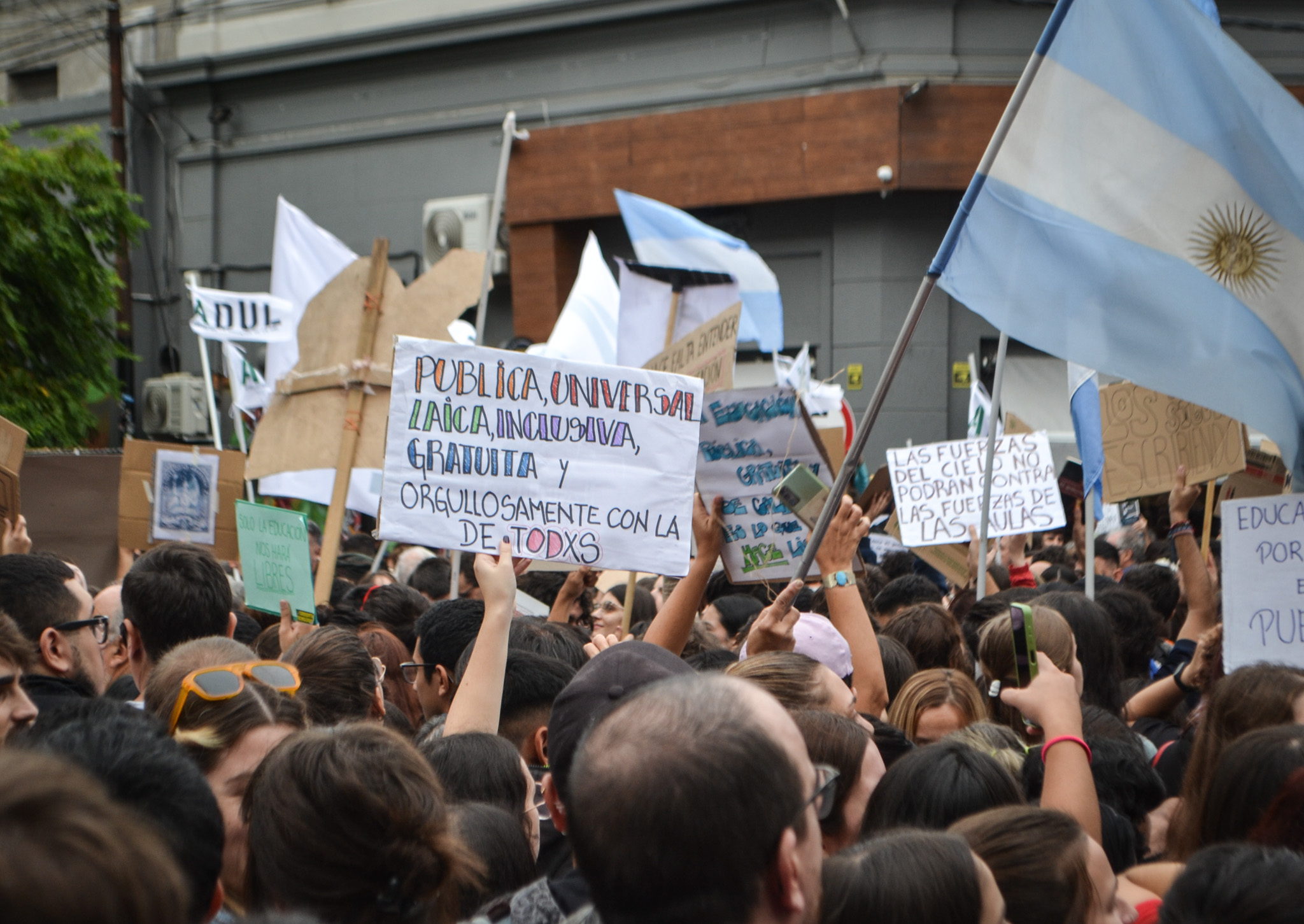
Marcha Federal Universitaria, abril de 2024.

El 23 de abril de 2024 ocurrió una marcha universitaria masiva en Capital Federal, Córdoba, Rosario, Mar de Plata y las principales ciudades de al menos 14 provincias en respuesta al desfinanciamiento del sistema universitario público por parte del Gobierno de Javier Milei y la falta de actualización presupuestaria para dicho año. Este conflicto se ha ido intensificando debido a discrepancias sobre el presupuesto asignado al área y reclamos por parte del sector universitario. La concentración principal fue frente al Congreso de la Nación Argentina, seguida por una manifestación en la plaza de Mayo y un evento central frente a la Casa Rosada, donde se leyó un documento conjunto. Diversas instituciones educativas, organizaciones estudiantiles, científicas y de derechos humanos, así como representantes políticos y sindicales, participaron de la marcha en defensa de la educación pública y universitaria. Desde el Gobierno mediante el vocero presidencial aseguraron que la discusión presupuestaria por las universidades «está saldada» y que «la presencia de diferentes organizaciones (políticas) la han transformado en una marcha política».
El 15 de mayo de 2024, en un acuerdo entre el Gobierno y la Universidad de Buenos Aires, se dispuso levantar el estado de emergencia presupuestaria de dicha casa de estudios tras pactar la transferencia desde el Ministerio de Capital Humano de dos partidas de refuerzo (una de ARS 26 mil millones para los gastos de funcionamiento y la segunda de 35 mil millones para los hospitales universitarios) mientras a la vez se mantiene el pedido de recomposición salarial de docentes e investigadores. Debido a que solo la UBA recibió financiamiento, ese mismo día el Consejo Interuniversitario Nacional destacó en un comunicado que continúa el reclamo por parte de las otras 60 universidades públicas y que siguen solicitando que haya transferencias de los fondos necesarios para su funcionamiento.
El Consejo Interuniversitario Nacional denunció que «el salario del personal universitario registró una caída del 45% en términos reales, ubicando a numerosos trabajadores por debajo de la línea de pobreza, situación que afecta a alrededor del 50% del total del personal». El 9 de agosto tras una reunión de los rectores y representantes sindicales de docentes y no docentes universitarios con Alejandro Álvarez y María Rosana Reggi, subsecretario de Políticas Universitarias y subsecretaria de Desarrollo y Modernización del Empleo Público respectivamente, los gremios universitarios convocaron una huelga de tres días a partir del 10 de agosto debido a no llegar a un acuerdo sobre los salarios. Mientras el Gobierno argentino ofertó un alza salarial de un 3 % para agosto y del 2 % para septiembre los docentes reclamaban un incremento del 40 % para estar acorde con la inflación.

#### Veto a la Ley de Financiamiento de Universidades Nacionales
Propuesto por la UCR y Encuentro Federal, establecía la actualización del presupuesto universitario basada en la inflación del año anterior, y una recomposición salarial para docentes y no docentes con base en el IPC, pero de manera subsidiaria a la paritaria colectiva. A pesar de ser aprobado por ambas cámaras, el gobierno vetó la ley y consiguió que la Cámara de Diputados respaldara el veto.

#### Ley Finocchiaro
El 15 de agosto de 2024, se aprobaron dos proyectos en materia educativa en la Cámara Baja del Congreso de la Nación. El primero fue la Ley Finocchiaro, propuesta e impulsada por el diputado del PRO Alejandro Finocchiaro. El proyecto declara la educación como «Servicio Estratégico Esencial» en todos los niveles y modalidades comprendidas en la obligatoriedad escolar, estableciendo que el Estado Nacional y las provincias deberán garantizar el pleno ejercicio del derecho a la educación durante todo el ciclo lectivo escolar en los días de clases afectados por paro, regulando a su vez el derecho a huelga docente. Para ello, la iniciativa dispone de un sistema de guardias mínimas obligatorias de personal docente y no docente que aseguren la apertura de los establecimientos educativos en todo el país. Entre otros puntos, se propone que las protestas sean llevadas a cabo siempre que exista un 30% del personal educativo a disposición para brindar los servicios correspondientes durante los primeros dos días de paro. Si se prolonga por más tiempo, el porcentaje se incrementará hasta el 50%.

### Modificaciones en el régimen inmigratorio
En diciembre de 2024, el gobierno anunció, mediante el vocero presidencial, una medida que busca el arancelamiento de la educación universitaria y los servicios médicos para extranjeros no residentes en el país. Sin embargo no existen los estudiantes extranjeros pues uno de los requisitos la estudiar en la universidad es tener un DNI argentino. La iniciativa, incluida en una reforma más amplia, implicaría modificar la Ley de Educación Superior (Ley 24.521), por la que la educación superior es gratuita, y permitiría que las universidades públicas lo que según el vocero representaría "una fuente de financiamiento alternativo para las casas de estudio. Cada universidad tendrá autonomía para decidir si implementa este arancel.

## Política en ciencia y tecnología
El gobierno eliminó el Ministerio de Ciencia, Tecnología e Innovación y creó la Secretaría de Innovación, Ciencia y Tecnología. Uno de los sectores que más recortes sufrió fue el de la ciencia, que experimentó una caída del 33 % de su presupuesto en 2024. La mayor caída desde 1972 cuando se empezó a medir el presupuesto dedicado a la ciencia.
En 2024, las becas doctorales del Consejo Nacional de Investigaciones Científicas y Técnicas (CONICET), el principal organismo de investigación científica de Argentina, fueron 600, 700 menos que en 2023. Además el presupuesto del organismo para el año 2024 no fue actualizado y se mantuvo idéntico al del 2023, sin tener en cuenta la inflación ni el aumento de costos entre años. También fueron echados un centenar de trabajadores administrativos del organismo. Científicos extranjeros entregaron al presidente de Conicet, Daniel Salamone, más de 1.000 cartas en apoyo a sus colegas argentinos, entre los que se encontraban 68 premios Nobel, alertando de una posible cuarta ola de «fuga de cerebros».

## Política en salud
La Unión Argentina de Salud afirmó en junio de 2024 que más de 5.000 establecimientos de salud privados estaban al borde de la quiebra tras firmar una recomposición de los salarios para los meses de mayo, junio y julio que fue homologado por la Secretaría de Trabajo y que se vería agravada por el cierre de la Administración Federal de Ingresos Públicos. La UAS hizo un llamado de apoyo a los Poderes Ejecutivo, Legislativo y Judicial.

### Epidemia de dengue de 2024
La epidemia de dengue en Argentina durante el año 2024 alcanzó proporciones históricas, marcada por un aumento exponencial de casos desde el inicio de la temporada. Este incremento fue atribuido en parte al cambio climático, que favoreció la reproducción del mosquito Aedes aegypti, vector del virus del dengue, mediante abundantes lluvias y altas temperaturas. Además, la movilidad de personas entre países vecinos afectados por brotes epidémicos también contribuyó a la propagación de la enfermedad en Argentina. A pesar de este escenario, el Gobierno descartó asignar fondos para campañas de concienciación sobre el dengue, así como la inclusión de la vacuna contra esta enfermedad en el calendario de vacunación obligatorio, alegando que no era necesario y responsabilizando a la gestión anterior. Esta situación se vio agravada por la saturación en la demanda del sector sanitario público y privado, así como los altos costos y la falta de insumos de protección y reactivos médicos para diagnosticar el dengue, lo que generó retrasos en la atención y dificultades en el control del brote. Sobre la epidemia el ministro actuante, Mario Russo, declaró que la vacuna disponible para la misma no era de utilidad, «no es efectiva, para mitigar un brote» y relativizó el faltante de repelentes, situación a la cual resumió como un problema entre la oferta y la demanda.
El 9 de mayo de 2024, el Gobierno anunció que ofrecería la vacuna contra el dengue, pero sólo limitándose a las zonas endémicas y de mayor prevalencia de casos.

### Recortes en el PAMI
Las políticas seguidas por el PAMI venían generando una preocupación entre los jubilados pues éstas estaban significando una reducción en la financiación de sus tratamientos que con los anteriores gobiernos era para los afiliados de un 100% en algunos medicamentos. Argumentando que la reducción buscaba un ahorro en junio de 2024 un total de 1.200 medicamentos experimentaron cambios en su cobertura, afectando productos esenciales como corticoides, antivirales, antibióticos y antiinflamatorios. A partir de dicho mes remedios que tenían 100% de cobertura pasaron a tener un porcentaje de copago que iba del 40 al 80%. En el mes de agosto se recortó la cobertura del 100 por ciento en 44 moléculas de medicamentos presentes en el vademécum, tras un recorte similar de 11 moléculas en junio del mismo año. Eso se tradujo en que un tercio de los remedios presentes en la canasta ya no estuvieran cubiertos, pasando de 3000 a 2000 el alcance. Además se recorto la cantidad de cajas de medicamentos gratis que puede acceder un jubilado por mes, pasando de seis durante la administración anterior a cinco. A su vez cualquier afiliado a PAMI que necesite la cobertura total medicamentos puede solicitar un “subsidio social”, cuyos requisitos son ahora más restrictivos ya que se solicita que sus ingresos netos sean menores a 1.5 haberes provisionales mínimos. Desde el organismo aseguraron que la medida tenía «como objetivo lograr un manejo eficiente y planificado de los recursos en la que se priorice la sustentabilidad presupuestaria para salvaguardar la salud de los afiliados» y que en el último tiempo se sumaron moléculas para tratamientos vinculados a distintos tipos de cáncer.
En diciembre de 2024 se eliminó el programa de medicamentos gratuitos del PAMI, agravando la crisis que se tenía para poder acceder a determinados medicamentos. Según palabras del director ejecutivo del PAMI designado por Milei solo podía acceder a la medicación cubierta al 100%, tras realizar un trámite especial, los individuos que no cobrasen más de una jubilación mínima y media, no tuviesen prepaga, un auto con antigüedad menor a 10 años y sin más de una propiedad a su nombre. Además anunció medidas para cobrar a los inmigrantes no residentes. Esta política se alineaba con medidas aplicadas en algunas provincias como Mendoza, Jujuy y Salta, donde se han establecido tarifas específicas para la atención de extranjeros no residentes, con el objetivo de cubrir los costos del sistema de salud pública. La argumentación detrás de estas propuestas incluye la falta de reciprocidad en países vecinos y la búsqueda de eficiencia en el uso de los recursos públicos.

### Salida de la OMS
En febrero de 2025 se anunció la salida de la nación de la Organización Mundial de la Salud argumentando "falta de independencia" y "profundas diferencias". Con esta decisión se buscó una mayor independencia y que así los organismos internacionales no influyeran en la toma de decisiones gubernamentales sobre el sistema de salud de Argentina. A pesar de la salida de la nación el impacto económico, 8 millones de dólares, no afectó a la OMS.

## Política en información y cultura
A mediados de marzo de 2024, el gobierno comunicó a través de una resolución publicada en el Boletín Oficial, la baja de contrataciones con vencimiento el 31 de marzo sin posibilidad de renovación, y una serie de recortes en el presupuesto del Instituto Nacional de Cine y Artes Audiovisuales (INCAA), dependiente Ministerio de Capital Humano. «En concordancia con las medidas adoptadas por el Gobierno Nacional, en el marco de la emergencia declarada, la máxima autoridad del Instituto entiende que resulta necesario tomar medidas tendientes a racionalizar y eficientizar el Organismo», se afirmaba en el texto. Entre otras declaraciones, Carlos Pirovano, director del INCAA designado por Milei, justificó que «Resulta indispensable actuar de manera urgente y hacer todos los esfuerzos necesarios para evitar mayores perjuicios económicos para el Organismo». A la par, ocurrió lo propio en Radio Nacional donde se presenció una situación similar.
El 21 de mayo de 2024, se anunció mediante un comunicado del gobierno, la suspensión temporal de emisión de las plataformas informáticas y redes sociales de las empresas estatales de comunicación, por tratarse de un «proceso de reorganización que tiene como objetivo mejorar la producción, realización y difusión de los contenidos que se generan» para «unificar los criterios de difusión (...) hasta que se reorganicen los procesos de trabajo y producción de contenidos». La medida afectó a la Televisión Pública, Radio Nacional, las emisoras del interior, Radio Nacional Clásica, Radio Nacional Rock, FM Folklórica, Canal infantil Pakapaka y Canal Encuentro, y a los medios de comunicación no estatales debido a no poder realizar publicidad oficial del Gobierno.
El Sindicato de Prensa de Buenos Aires emitió un comunicado en representación de los trabajadores de los medios públicos en el que denunciaban un «plan de destrucción» por parte del Gobierno y que «esta nueva muestra de censura y de amedrentamiento que se suma al silenciamiento de Télam».
Ese mismo mes Mariela Belski, directora ejecutiva de Amnistía Internacional en el país, denunció ante la Comisión Interamericana de Derechos Humanos «el deterioro y afectación de la libertad de expresión e información» que esta sufriendo Argentina. Además acusó a Milei y su gabinete de ensañamiento y agresiones mediante las redes sociales y otras estrategias. Por último, acusó al gobierno de restringir el acceso a las ruedas de prensa y la censura previa que sufren los periodistas. En el comunicado Amnistía Internacional también alertó del anuncio de la Casa Rosada de dictar lineamientos políticos para la acreditación y que dicho motivo podría llevar a seleccionar a los periodistas que pueden preguntar y cuestionó «la arbitrariedad con la que el gobierno decidió remover la acreditación de Silvia Mercado».

### Cierre de Télam
En diciembre de 2023, a través de un decreto de necesidad y urgencia transformó todas las empresas pertenecientes al Estado en sociedades anónimas, lo que incluyó a la agencia de noticias estatal Télam a la que tachó de ser una «agencia de propaganda kirchnerista». El 1 de marzo de 2024, durante su discurso en la apertura de las sesiones ordinarias del Congreso, Milei confirmó la intención de cerrar Télam. El Foro de Periodismo Argentino advirtió sobre la situación advierte y llamó a respetar la libertad de expresión.
Durante la madrugada del 4 de marzo de 2024 el sitio web fue dado de baja, los dos edificios aparecieron vallados y los empleados informaron que empezaron a recibir telegramas en los que se les anunciaba que fueron «dispensados» de prestar servicios por una semana.
Finalmente, el gobierno anunció el 1 de julio, la transformación de Télam en una empresa de propaganda del Estado, renombrándola como Agencia de Publicidad del Estado Sociedad Anónima Unipersonal (APESA), que tiene como objetivo la producción y distribución de material publicitario nacional o internacional, dentro del país y en el exterior, operando desde un enfoque comercial.

## Política de Derechos Humanos
Tanto Javier Milei como su administración han sido acusados por diversas figuras y sectores políticos opositores de ser negacionistas y revisionistas históricos debido a sus controvertidas posturas críticas hacia las violaciones de derechos humanos ocurridas durante la última dictadura militar argentina.
A fines de marzo de 2024, el Ministerio de Defensa a cargo de Luis Petri anunció el desmantelamiento de los Equipos de Revelamiento y Análisis. Además tanto Bullrich como Petri no enviaron la información requerida por la Comisión Nacional por el Derecho a la Identidad, órgano del Poder Ejecutivo canalizador para la búsqueda de niños raptados durante la dictadura y del que proviene el 90% de los datos genéticos para el testeo.
El 15 de agosto de 2024, el gobierno eliminó vía decreto la Unidad Especial de Investigación de la Desaparición de Niños como Consecuencia del Accionar del terrorismo de Estado, dependiente de la Comisión Nacional por el derecho a la Identidad. La Unidad asistía en las investigaciones relacionadas con la apropiación de menores por parte de la última dictadura militar.
En diciembre de ese año, el gobierno cerró el Centro Cultural Haroldo Conti que funcionaba en el predio de la ex ESMA y despidió a todos los empleados.

### Críticas de organizaciones internacionales
En febrero de 2024 la Comisión Interamericana de Derechos Humanos y la Relatoría Especial para la Libertad de Expresión de la CIDH manifestaron una gran preocupación por el uso desproporcionado de la fuerza pública contra manifestantes y periodistas argentinos instando al gobierno de Milei a respetar el derecho a la libertad de expresión, reunión pacífica y labor periodística y garantizar la seguridad.
En junio de 2024 el alto comisionado de derechos humanos de la ONU reclamó parte de las políticas tomadas y lo instó a «construir una sociedad más inclusiva». Volker Türk consideró en junio que los meses de gestión del gobierno de Milei suponen un «retroceso» de derechos en la nación y que las «medidas propuestas y adoptadas corren el riesgo de socavar la protección de los derechos humanos». En el listado que hizo de las medidas estaban el recorte al gasto público, el cierre de instituciones dedicadas a los derechos de la mujer, el acceso a la Justicia y la instrucción que de suspender la participación de Argentina en los eventos de la Agenda 2030. Además consideró que las políticas realizadas «afectan particularmente a los más marginados», por lo que instó a las autoridades a colocar «los derechos humanos en el centro de su formulación de políticas, para construir una sociedad más cohesiva e inclusiva. Esto también significa pleno respeto del derecho de reunión pacífica y de libertad de expresión».
Un mes después la Comisión Interamericana de DDHH y la RELE volvían a llamar la atención del gobierno por sus retrocesos en materia de derechos humanos y las limitaciones en la libertad de expresión de los ciudadanos de la Nación y a su derecho a la protesta por ser una herramienta vital e importante en la democracia para la conquista de otros derechos.

### Visita a condenados por crímenes de lesa humanidad
El jueves 11 de julio, seis diputados de La Libertad Avanza, Beltrán Benedit, Lourdes Arrieta, Guillermo Montenegro, Rocío Bonacci, Alida Ferreyra y María Fernanda Araujo, realizaron una visita organizada por el legislador entrerriano Benedit y Guillermo Montenegro, en la cárcel Unidad Penitenciaria N.º 31 de Ezeiza, a varios represores detenidos por crímenes de lesa humanidad, entre ellos Alfredo Astiz, sobre el que pesan dos cadenas perpetuas por genocidio, robo de bebés, violaciones y desapariciones. En la reunión, los presentes recibieron asesoramiento judicial de abogados especializados en crímenes de lesa humanidad.
Un día antes, en el grupo de WhatsApp, donde se encontraban los legisladores libertarios, Benedit escribió que la gira consistía en ir «a visitar a los presos» y aclaró que sería «una visita humanitaria desde la política», sin detallar que se trataba de Astiz y compañía. Los diputados se enteraron en medio del viaje, produciéndose una fuerte discusión. Benedit realizó una defensa a los condenados en el grupo de WhatsApp, negando que fuesen represores, sino «excombatientes contra la subversión marxista». También tachó de farsa los juicios, amenazó con denunciar a los jueces y abogó por el perdón del Presidente Milei a pesar de la imposibilidad de ello pues fueron condenados a prisión perpetua por delitos de lesa humanidad. Bonacci reprendió a en el chat, escribiendo: «me recriminaron que siempre manejé el trámite legislativo sin consensuarlo previamente con el ejecutivo, y en contraparte van y organizan una visita a Ezeiza para visitar a estos tipos. Sin aclararlo previamente, pintándolo de una visita humanitaria, catalogándolos como excombatientes de Malvinas, el cual no es el título que a ellos les queda».
La Conferencia Episcopal Argentina mostró su malestar por la visita, ya que en esta fue pieza clave el sacerdote ultraconservador Javier Olivera Ravasi, hijo de Jorge Antonio Olivera y conocido en ámbito religioso por sus declaraciones ultras. De esta manera, el vocero de la Conferencia Episcopal Argentina, Máximo Jurcinović, señaló que «lo expresado y actuado por el sacerdote Javier Olivera Ravasi en relación a la visita de un grupo de diputados a la cárcel de Ezeiza no corresponde ni al pensamiento ni a la actitud de la CEA». El Obispado Zárate-Campana expulsó a Javier Olivera debido a «numerosas quejas fundadas por sus expresiones y actitudes que se oponían al testimonio cristiano» que se venían dando desde hace algún tiempo y esto fue el detonante.
Ante esta polémica situación, la ministra de seguridad Patricia Bullrich manifestó: «Son decisiones personales, no son decisiones orgánicas, y cada uno se tiene que hacer cargo de lo que hace; esa es la libertad».
Coincidiendo con la visita a Francia de los hermanos Milei, la abogada de desaparecidos franceses durante la dictadura argentina, Sophie Thonon, pidió al presidente francés, Emmanuel Macron, que expresase su repudio ante Javier Milei por la visita que los diputados realizaron.
Tras una investigación salió a la luz que los contactos entre miembros de La Libertad Avanza y los militares detenidos se venían gestando desde marzo de 2024. En esa ocasión se visitó al sacerdote Christian Von Wernich, condenado a cadena perpetua por 34 secuestros, 31 torturas y 7 asesinatos; y al policía Julio Simón, conocido por su ensañamiento con las víctimas judías a las que torturaba portando un banderín nazi. En esa ocasión estuvieron perfilando un posible decreto que declarase que sus crímenes ya no se pueden perseguir por el paso del tiempo.
Al conocerse los distintos encuentros, el 5 de agosto de 2024 los distintos organismos de Derechos Humanos y el Premio Nobel Adolfo Pérez Esquivel exigieron la expulsión de los diputados del gobierno que estuvieron en las diferentes citas. En paralelo, el Tribunal Oral Federal denunció penalmente a los diputados de LLA y penitenciarios del Servicio Penitenciario Federal que mantuvieron las reuniones entre los que se encontraban Beltrán Benedit, Guillermo Montenegro, María Fernanda Araujo, Alida Ferreyra, Rocío Bonacci y Lourdes Arrieta.
La visita fue duramente criticada por parte de los bloques opositores, por tratarse de «una afrenta a las víctimas, sus familiares y a todo el pueblo argentino»; y por el resto de diputados libertarios, detonando una interna en el bloque oficialista y una tensa relación con los aliados. Rocío Bonacci afirmó, entre otras declaraciones, haber sido engañada por Benedit para asistir. Arrieta alegó que «No puedo decir si todos lo sabían o no, pero en el caso de la diputada Bonacci y como yo, empezamos a hablar de este tema porque en un momento teníamos angustia y entramos en un estado de shock» También afirmó que, a algunos de los presentes condenados no los conocía» y que tuvo que googlearlos.
Días después del escándalo, Lourdes Arrieta apareció en el Congreso con el libro Nunca más en el que se recoge el informe que emitió la Comisión Nacional sobre la Desaparición de Personas durante la dictadura militar, mostró su arrepentimiento por haber confiado en sus colegas y haber visitado a Astiz. Además desveló que Benedit organizó dicha visita y Gabriel Bornoroni la avaló como oficial e institucional que tenía el visto bueno de la Casa Rosada y el presidente de la Cámara de Diputados, Martín Menem. Al día siguiente Arrieta cursó una denuncia penal para que se investigue a sus propios compañeros de bloque y a funcionarios del Servicio Penitenciario y de la Cámara baja. Por su parte, Menem respondió rechazando cualquier vinculación del gobierno en la defensa de los reclusos represores. Dijo que fue un acto individual de un «grupo minoritario de diputados».
La diputada Lilia Lemoine defendió la visita de sus compañeros a los detenidos. Afirmó que fue un asunto de Derechos Humanos, «una visita a octogenarios en la cárcel que dicen que están siendo sentenciados a una pena de muerte a cuenta gota».
El Papa Francisco, que apenas una semana antes había visitado a un familiar de una monja que fue asesinada durante la dictadura, el día 7 de agosto recibió a una afectada por la dictadura, quien manifestó que «se había enterado de que unos diputados habían visitado a Astiz, que estaban queriendo que no estuvieran presos y que eso era algo muy peligroso». Además añadió que no aflojaran y conservasen «la memoria de lo que han recibido, no solo de las ideas sino de los testimonios, ése es el mensaje que les doy».
Junto a las denuncias penales ya realizadas por el abogado Pablo Llonto, Félix Croux, fiscal de la Oficina anticorrupción; y Lourdes Arrieta, el 9 de agosto el fiscal del Tribunal Federal, Sergio Mola, allanó el penal de Ezeiza para obtener los libros de ingreso y de visitas de la ex Unidad 31 y las filmaciones de las cámaras de seguridad.
Nicolás Mayoraz, Beltrán Bénedit y el jefe de bloque, Gabriel Bornoroni increparon a Lourdes Arrieta por haber dado detalles de la visita. Lorena Villaverde pidió la expulsión de la propia Arrieta y de Bonacci del bloque de LLA. Lemoine en rueda de prensa descalificó a su compañera Arrieta y lanzó varias acusaciones contra el abogado de ésta en la causa de la visita. Lourdes Arrieta fue desplazada de su cargo de apoderada La Libertad Avanza en Mendoza y anunció ante la Cámara de Diputados la creación de su propio bloque denominado FE, que en él se defenderían los valores judeocristianos y liberales; y cuyo color sería el violeta.

## Manifestaciones opositoras
El 18 de diciembre, la ministra anunció las medidas que tomará el Ministerio de Capital Humano en contra de los piqueteros acompañando las medidas anunciadas por el Ministerio de Seguridad el 14 de diciembre:
- «Manifestarse es un derecho, pero también lo es circular libremente por el territorio argentino para dirigirse al lugar de trabajo». «Los que promuevan, instiguen, organicen o participen de los cortes, perderán todo tipo de diálogo con el Ministerio de Capital Humano».
- «Auditaremos a todas las organizaciones que entreguen planes sociales eliminando la intermediación».
- «A los beneficiarios de planes sociales: sepan que nadie puede obligarlos a ir a una marcha bajo amenaza de quitarles el plan. Vamos a eliminar los certificados de presencialidad que tienen las organizaciones sociales».
- «Los únicos que no van a cobrar el plan son los que vayan a la marcha y corten la calle: el que corta no cobra».

- «Estamos trabajando para que todos los ciudadanos puedan recuperar el trabajo, la autonomía y por ende la libertad». «Los beneficiarios de planes sociales pueden denunciar al 134 si le cortan el plan por no asistir a una marcha».

Días posteriores al anuncio, el vocero presidencial, Manuel Adorni, reportó 8.900 denuncias realizadas a la línea 134, así como se aseguró que el Polo Obrero, organización que supo ser intermediaria entre el Estado y los beneficiarios del asistencialismo, que según el vocero presidencial «maneja una caja de $5.461 millones extorsionando gente». Estas medidas fueron anunciadas ante una marcha realizada el 20 de diciembre del 2023, en aniversario con los sucesos del 19 y 20 de diciembre del 2001, donde diversas organizaciones de izquierda y sindicales en un totalidad de 9.000 personas según fuentes oficiales marcharon en contra de las medidas económicas anunciadas por el ministro Luis Caputo y por el mismo protocolo anti piquetes.
El 29 de mayo miles de personas salieron a manifestarse por toda Argentina por el Decreto nacional con el que se busca desregular las prestaciones por discapacidad y que permitía que, sin importar la situación económica del paciente, este pudiera ser atendido por profesionales si contaba con una pensión, PAMI o prepaga.
A finales de mayo de 2024 los trenes, en señal de protesta, circularon a 30 km/h y advirtieron de un paro total. También se registraron cancelaciones de trayectos. Entre sus demandas estaban un aumento salarial con el que poder recomponer la pérdida de poder adquisitivo debido a la inflación.
Entre mayo y junio de 2024 se celebró en diversos puntos de Alemania el «mes anti-Milei» llevada a cabo por una plataforma de varias organizaciones argentinas y germanas, como la Asamblea en Solidaridad con Argentina (A.S.A.), surgida en diciembre del 2023 en repudio al DNU 70-2023, y la Red de Comercio Justo, además de la diáspora sudamericana, para «llamar a atención» sobre la presencia de Milei en Alemania y en particular «sobre los vínculos que tiene con la extrema derecha en toda Europa». La reunión se dio en contra de las políticas del mandatario argentino, con el objetivo de evitar su encuentro con el canciller alemán Olaf Scholz. El programa comenzó el 25 de mayo con un acto comunitario en Berlín. Entre los actos hubo conferencias, seminarios y proyecciones de cine y culminaron el 22 de junio con potestas de protesta en la ciudad alemana de Hamburgo coincidiendo con la visita al país de Milei para recibir una medalla de la Sociedad Hayek cercana al partido de extrema derecha Alternativa para Alemania.
Con motivos de la visita de Javier y Karina Milei a Francia para asistir para la inauguración de los Juegos Olímpicos, integrantes de la Asamblea de Ciudadanos Argentinos en Francia y Argentinos en Lucha, «un grupo de migrantes argentines organizades en solidaridad con la lucha argentina» colgaron afiches en monumentos y calles en las que se declaraba al presidente argentino «persona non grata».

##### Manifestación por la Ley Bases
El 12 de junio, agrupaciones políticas, sindicales y organizaciones sociales convocaron una manifestación a las afueras del Congreso, junto a cacerolazos en distintos puntos del país. Aproximadamente a partir de las 1 de la tarde comenzaron violentos disturbios frente al Congreso en contra de la Ley Bases, cuando inició el despliegue del operativo «anti piquete». Hubo al menos doscientos heridos. Un grupo de activistas encapuchados, separados de quienes protestaban pacíficamente, se enfrentaron a la policía quemando vehículos, entre ellos un coche de Cadena 3, además de incendiar las bicicletas de la ciudad de Buenos Aires, arrojar piedras, bombas molotov y otros objetos contra efectivos policiales, intentando derribar las vallas protectoras. Ninguno de ellos fueron detenidos. El periodista afectado de Cadena 3, Orlando Morales, aseguró que aquellos actos estaban «preparados» para ser realizados en el caso de que sea aprobada la Ley Bases en el Senado.
Tras lo que el Gobierno declaró como un intento de golpe de Estado, se realizaron 33 detenciones por terrorismo de personas que se hallaban a diez o más cuadras del Congreso de los cuales uno fue detenido con una granada de mano. En un principio, Karina Milei ordenó que no se liberara a ninguno.
Desde el 14 de junio fueron liberados diecisiete de los treinta y tres detenidos y de los que minutos antes de su liberación Milei dijo en una entrevista televisada «ser delincuentes que tienen que estar todos encerrados». Los liberados dijeron que sus derechos más básicos fueron vulnerados. Así mismo afirmaron que habían pasado más de treinta horas esposados, que no pudieron beber agua y recibieron malos tratos por parte de la policía.
El día 15 el Centro de Estudios Legales y Sociales denunció ante la ONU y la Comisión Interamericana de Derechos Humanos al Gobierno nacional por «restringir el derecho a la protesta» e iniciar «una escalada penal peligrosa y arbitraria».
El día 17 de junio, familiares de los detenidos se manifestaron frente a Servicio Paz y Justicia, y Amnistía Internacional reclamó de estudiantes que ni siquiera pudieron llegar a manifestarse fueron detenidos. Al día siguiente cientos de manifestantes, entre los que se encontraban Organismos de Derechos Humanos y organizaciones sociales, se congregaron en la plaza de Mayo bajo la consigna «Protestar no es un delito. Es un derecho» para pedir la liberación de las dieciséis personas que bajo acusaciones de terrorismo seguían presas. Ese mismo día, María Romilda Servini ordenó la liberación de once de los dieciséis encarcelados porque, al igual que los diecisiete primeros, se carecía de evidencias que los incriminen en actos vandálicos o terroristas.
El 20 de junio Servini dictó la falta de mérito para 28 de los 33 acusados a los que «no se les secuestró ningún elemento compatible con el hecho que se les imputa (máscaras, hondas, piedras, palos, etc)» y en otra resolución procesó con prisión preventiva a las otras cinco personas, pero no por atentar contra la democracia como pretendía el fiscal. Además aclaró que «algunos hechos no se encuentran en conocimiento del juzgado», entre ellos el incendio del auto de Cadena 3.
El día 4 de julio la Cámara Federal Porteña liberó a 1 de los 5 detenidos. El resto seguían con prisión preventiva, a raíz de posibles «riesgos procesales». Una semana después fueron liberados dos detenidos más.
Por la actuación del gobierno, éste tuvo que comparecer ante la Comisión de las Naciones Unidas para los Derechos Humanos y la Comisión Interamericana de Derechos Humanos. Ambas organizaciones manifestaron «su preocupación por el uso desproporcionado de la fuerza pública contra personas que participaron en protestas pacíficas y contra periodistas en Argentina y los actos de violencia cometidos por particulares» y vieron con especial preocupación «las declaraciones estigmatizantes y criminalizantes contra manifestantes realizadas por el Gobierno a través de un comunicado de prensa de la Oficina del Presidente, en el que se calificó de forma generalizada a las personas como terroristas».
Huelga por «el profundo rechazo contra la Ley Ómnibus»
El 12 de junio a partir de las 00:00 horas, la Federación de Trabajadores del Complejo Industrial Oleaginoso, Desmotadores de Algodón y Afines declararon una huelga indefinida en todo el país en rechazo a la ley Bases, pero finalmente esta fue anulada. Finalmente dos semanas después el sector lanzó un paro total por tiempo indeterminado en todas las plantas del país «por incluir una Reforma Laboral regresiva» y por ser «más agresivo contra la clase trabajadora, con disposiciones que buscarían limitar derechos constitucionales».
Protesta de los pueblos originarios contra la Ley de Bases y el RIGI
El 29 de julio los pueblos originarios comenzaron una protesta en Jujuy contra la Ley de Bases y en especial el RIGI (Régimen de Incentivos a las Grandes Inversiones) por vulnerar los Derechos y la explotación de los recursos naturales.

#### Marcha de San Cayetano: Paz, pan, tierra, techo y trabajo
El 7 de agosto de 2024, con motivo de la festividad de San Cayetano, patrono de los gestores administrativos, los desempleados y del pan; en la peregrinación al santo y bajo el lema «Paz, pan, tierra, techo y trabajo» marcharon diferentes fuerzas sindicales, agrupaciones de empresarios, organismos de Derechos Humanos y grupos de la jerarquía eclesiástica. Entre ellas se encontraban La Cámpora, la ATE, la CGT, la CTA, la UTEP -la mayoría integrantes de Unión por la Patria-, la ACDE, Curas en Opción Preferencial por los Pobres y las Madres de Plaza de Mayo, en presencia de reconocidos dirigentes políticos vinculados al sector del peronismo y al kirchnerismo. Entre ellos se encontraban Hugo Yasky y Eduardo «Wado» De Pedro, mientras que otros políticos se convocaron al santuario, como Gabriel Katopodis y Eduardo Valdés.
Por parte del gobierno, Adorni se pronunció sobre la marcha diciendo «Lamentamos que en una fecha religiosa como esta, donde la gente asiste de buena fe y con el deseo de salir adelante o de agradecer, esté encabezada por figuras políticas», agregando además que «Muchas de esas figuras son los responsables del desastre económico que este gobierno heredó el 10 de diciembre pasado».